# A Csodálatos Pókember
A Csodálatos Pókember havonta megjelenő képregénysorozat, melynek főszereplője a Marvel Comics népszerű szuperhőse, Pókember. Az első sorozat az Amazing Spider-Man-ben megjelent történeteket közölte magyarul 1989 és 1999 decembere között. A második sorozat első száma, másfél éves kihagyás után, 2001 májusában jelent meg az Adoc-Semic kiadásában. A második sorozatban az Ultimate Spider-Man történetei jelentek meg. A 3. sorozat, 2011. januárjától (technikai okokból csak februártól jelent meg a Pókember-képregény) futó sorozata ismét az Amazing Spider-Man címekből közölt képregényeket.

## A magyar kiadás története
A lap pályafutása nagy részében 32 oldalas terjedelemben jelent meg. De mivel egy átlagos történet 22 oldalas, a fenn maradó tíz oldalt is ki kellett tölteni. Legelőször egyszerűen a soron következő epizódot közölték, a következő számban a rész második felével kezdtek.
A 27. számtól ezt az űrt más Marvel hősök kalandjaival töltötték ki. Az első ilyen egy Köpeny és Kard történet volt, ezt követte az első magyar X-Men történet a 35. számban. A 36. és 50. szám között a Kitty Pryde és Rozsomák-történet futott. Az utolsó ilyen történet egy Magyarországon a Hepiend lapokból már ismert Megtorló kaland volt, melyet időnként megszakított a A titkos háború és Az Esküvő.
A 69-es számtól második történet mindig egy régebbi Pókember-kaland volt. Először más hősökkel vendégszerepben, majd kizárólag Pókemberrel. A 104. számtól fokozatosan elhagyták a klasszikusok közlését.
A 120. számtól 72 oldalon jelent meg, csak új történetekkel.

## Számok
A Csodálatos Pókember 1. sorozata főként az amerikai Amazing Spider-man füzetekből közölt történeteket. Gyakorlatilag, kisebb kivételektől eltekintve, az Amazing 200. és 303. közti számait mind kiadták Magyarországon. Ezt követően a Semic kiadó már nem sorrendben jelentette meg az egyes történeteket, hanem egy „válogatást” közölt az Amazing 300. és 400. közti számaiból. Egy kisebb időre a magyar kiadás bepillantást nyújtott a Web of Spider-man sorozatba is az 1996 és 1997-es esztendőben (Csodálatos Pókember: 84-89. és 94-99.). A Pókember 116. számától elkezdték megjelentetni a híres-hírhedt Klóntörténetet, amely azonban nem jelent meg a végéig, legalábbis ezidáig. A Csodálatos Pókember 120. számától (1999. május) a magyar kiadónál áttértek egy új koncepcióra, s gyakorlatilag az Amerikában megjelenő legfrissebb történeteket kezdték el közölni hazánkban. Ekkoriban a magyar kiadás mindössze 5 hónappal volt lemaradva az Amerikaitól. Az újság oldalszámát megnövelték (a 120. jubileumi szám 96 oldalas, az utána következők 76 oldalasak voltak), s 3 történet kapott helyet 1-1 képregényben. Az Amazing Spider-man 2. sorozatát; a Peter Parker: Spider-man 2. szériáját és a Webspinners: Tales of Spider-man című amerikai kiadvány számait tartalmazta a honi Pókember-lap. Azonban a hálószövő magyar kalandjait közlő újság ekkor már nem élt meg túl nagy sikert hazánkban, hiszen az oldalszám növekedésével párhuzamosan a kiadvány ára is jelentősen megdrágult. A 119. szám még csak 328 Ft volt, a 120. számtól 650Ft-ot, míg a 125. számtól már 750Ft-ot kellett fizetni egy akkori magyar Pókemberért. E drasztikus áremelkedést követően a lap olvasótábora erősen megfogyatkozott, s a 127. számmal a Csodálatos Pókember 1. sorozata meg is szűnt.
Közel másfél évet kellett várni a lap újraindulására, amelyre 2001 májusában került sor. Az új sorozat azonban nem ott folytatódott, ahol a 127. szám befejeződött. A Csodálatos Pókember 2. sorozata az ún. Ultimate Spider-man című amerikai kiadványt közölte. E Pókember-történetek egy alternatív világban játszódnak, Peter Parker ifjúkorában, s semmi közük nincs a korábban megismert történetekhez. E 2000-es évek elején indított lapnak az volt a célja Amerikában, hogy új olvasókat szerezzen a Marvel-kiadónak. Ezek az „újvilági, ultimate” történetek a kezdetektől mesélik el a Marvel-kiadó hőseinek történetét, így könnyebb olyan olvasóknak bekapcsolódni, akik addig egyáltalán nem követték az egyes karakterek kalandjait. Nyilván emiatt döntött a magyar kiadó is e sorozat közlése mellett, s adta ki azt egészen 2010 decemberéig (az utolsó Ultimate Spider-man-történetet közlő kiadvány a Csodálatos Pókember 2. sorozatának 90. száma volt).
Pókember „klasszikus” történeteinek folytatására bő 5 évet kellett várni. Az olasz Panini kiadó magyar leányvállalata, a Panini Comics Magyarország 2005. októberétől folytatta az Amazing Spider-man című képregény magyarországi közlését. Az új Pókember-lap A Hihetetlen Pókember címet viselte, s az Amazing 2. sorozatának 30. számától folytatta a magyar kiadást. E magyar sorozat azonban nem élt meg túl sok számot, a 27. részt követően megszűnt a lap honi kiadása. Az utolsó történet, amit kiadtak, az a Múlt bűnei elnevezést viselte (Amazing Spider-man 509-514. számok).
Ez idő tájt a Kingpin kiadó már a 9. kiadott képregényénél tartott, s úgy döntött, hogy átveszi a Paninitől magyar Pókember-történetek közlését. Először kiadásra került a Múlt bűneinek folytatása, a Múlt emlékei (Spectacular Spider-man 2. sorozat, 23-26. számok), majd pedig az Amazing Spider-man 519. számánál folytatódott a magyar Pókemberek közlése. A Kingpin kiadványai könyvesbolti terjesztésbe kerültek, újságárusoknál nem kaphatóak (kivéve a Pókember és a Fekete Macska képregények 2 számát, amik csak újságárusoknál voltak kaphatóak, és amely kiadványokat a Kingpin és a Semic kiadó közösen adta ki). 10 Pókember-kiadványt követően azonban úgy hozta a sors, hogy Pókember kiadásának jogai visszakerültek a Semic kiadóhoz, így 2011 januárjától ismét újságárusnál voltak kaphatóak a „klasszikus” Pókember kalandjai.
2010 decemberében a Semic kiadó befejezte a hazánkban 2001. májusa óta futó, Ultimate Spider-man képregényeket közlő Pókember-füzetek megjelentetését (az utolsó, Csodálatos Pókember 2. sorozat 90. szám 2011 januárjában jelent meg technikai okokból kifolyólag). Ez idő alatt valamennyi Ultimate Spider-man képregényt kiadtak (Ultimate Spider-man 1-133 és 2 Ultimatum: Spider-Man Requiem #1-2) Magyarországon. Habár Amerikában újraindult/folytatódott a sorozat Ultimate Comics Spider-man címen, azonban annak mind a rajzai, mind pedig a történetei megosztották az olvasóközönséget. A Semic kiadó ezért úgy döntött, hogy 1999 után visszatér az Amazing-cím közléséhez onnan, ahol a Kingpin kiadó tartott (a legutolsó Kingpin-kiadvány a Pókember: A Másik címet viselte, ami hazánkban 2 kötetben jelent meg; ezekben az alábbi amerikai Pókember kiadványok szerepelnek: Amazing Spider-man: 525-528; Marvel Knights Spider-Man: 19-22 és Friendly Neighborhood Spider-Man: 1-4).
2011 januárjától A Csodálatos Pókember 3. sorozata az Amazing Spider-man 529. és 530. számával folytatódott.

### Csodálatos Pókember #1
- Megjelent: 1989
- Borító eredetije: Amazing Spider-man Vol. 1 #181 (1978. június)
- Borítót rajzolta: Gil Kane
- Eredeti ár: 38 Ft
- Megjegyzés: A magyar kiadásban az Amazing Spider-man Vol. 1 #181 számából 2 oldal kimaradt.

| eredeti kiadvány               | eredeti megjelenés dátuma | írta         | rajzolta    | fordította      | történet eredeti címe           | történet magyar címe    |
| ------------------------------ | ------------------------- | ------------ | ----------- | --------------- | ------------------------------- | ----------------------- |
| Amazing Spider-man Vol. 1 #181 | 1978. június              | Bill Mantlo  | Sal Buscema | Szeredás Lőrinc | Flashback!                      | Visszapillantás         |
| Amazing Spider-man Vol. 1 #182 | 1978. július              | Marv Wolfman | Ross Andru  | Szeredás Lőrinc | The Rocket Racer's back in town | Rakéta Robi visszatért! |

### Csodálatos Pókember #2
- Megjelent: 1989
- Borító eredetije: Amazing Spider-man Vol. 1 #210 (1980. november)
- Borítót rajzolta: John Romita Jr. és Allen Milgrom
- Eredeti ár: 38 Ft
- Megjegyzés: Az Amazing Spider-man Vol. 1 #2 nem jelent meg teljes terjedelmében.

| eredeti kiadvány               | eredeti megjelenés dátuma | írta          | rajzolta        | fordította      | történet eredeti címe                        | történet magyar címe            |
| ------------------------------ | ------------------------- | ------------- | --------------- | --------------- | -------------------------------------------- | ------------------------------- |
| Amazing Spider-man Vol. 1 #210 | 1980. november            | Dennis O’Neil | John Romita Jr. | Szeredás Lőrinc | The prophecy of Madame Web!                  | Madame Necc jövendölése         |
| Amazing Spider-man Vol. 1 #2   | 1963. május               | Stan Lee      | Steve Ditko     | Szeredás Lőrinc | The Uncanny Threat of the Terrible Tinkerer! | A Pléhsuszter alattomban támad! |

### Csodálatos Pókember #3
- Megjelent: 1989
- Borító eredetije: Amazing Spider-man Vol. 1 #211 (1980. december)
- Borítót rajzolta: John Romita Jr. és Allen Milgrom
- Eredeti ár: 450 Ft
- Megjegyzés: A What If? Vol. 1 #19 számából csak 2 oldal jelent meg.

| eredeti kiadvány               | eredeti megjelenés dátuma | írta          | rajzolta        | fordította      | történet eredeti címe                                            | történet magyar címe          |
| ------------------------------ | ------------------------- | ------------- | --------------- | --------------- | ---------------------------------------------------------------- | ----------------------------- |
| Amazing Spider-man Vol. 1 #211 | 1980. december            | Dennis O’Neil | John Romita Jr. | Szeredás Lőrinc | The Spider and the sea-source!                                   | Veszélyes vizeken             |
| Marvel Tales Vol. 2 #198       | 1987. április             | Sholly Fisch  | James Fry       | Szeredás Lőrinc | Clobberin’ Time                                                  | Most jön a bunyó!             |
| What If? Vol. 1 #19            | 1980. február             | Peter Gills   | Pat Broderick   | Szeredás Lőrinc | What If Spider-Man had Stopped the Burglar Who Killed His Uncle? | A cím nem került lefordításra |

### Csodálatos Pókember #4
- Megjelent: 1989
- Borító eredetije: Amazing Spider-man Vol. 1 #212 (1981. január)
- Borítót rajzolta: John Romita Jr. és Allen Milgrom
- Eredeti ár: 38 Ft
- Megjegyzés: A magyar kiadásban az Amazing Spider-man Vol. 1 #213 számából 1 oldal kimaradt (a legelső).

| eredeti kiadvány               | eredeti megjelenés dátuma | írta          | rajzolta        | fordította      | történet eredeti címe                          | történet magyar címe |
| ------------------------------ | ------------------------- | ------------- | --------------- | --------------- | ---------------------------------------------- | -------------------- |
| Amazing Spider-man Vol. 1 #212 | 1981. január              | Dennis O’Neil | John Romita Jr. | Szeredás Lőrinc | The coming of Hydroman!                        | Támad a Vízember!    |
| Amazing Spider-man Vol. 1 #213 | 1981. február             | Dennis O’Neil | John Romita Jr. | Szeredás Lőrinc | All they want to do is kill you, Spider-Man... | A Varázsló 1. rész   |

### Csodálatos Pókember #5
- Megjelent: 1989
- Borító eredetije: Amazing Spider-man Vol. 1 #213 (1981. február)
- Borítót rajzolta: John Romita Jr. és Allen Milgrom
- Eredeti ár: 38 Ft
- Megjegyzés: A magyar kiadásban az Amazing Spider-man Vol. 1 #214 számából 2 oldal kimaradt.

| eredeti kiadvány               | eredeti megjelenés dátuma | írta          | rajzolta        | fordította      | történet eredeti címe                          | történet magyar címe                             |
| ------------------------------ | ------------------------- | ------------- | --------------- | --------------- | ---------------------------------------------- | ------------------------------------------------ |
| Amazing Spider-man Vol. 1 #213 | 1981. február             | Dennis O’Neil | John Romita Jr. | Szeredás Lőrinc | All they want to do is kill you, Spider-Man... | A Varázsló története folytatódik                 |
| Amazing Spider-man Vol. 1 #214 | 1981. március             | Dennis O’Neil | John Romita Jr. | Szeredás Lőrinc | Then shall we both be betrayed!                | A Varázsló 2.: A Varázsló története folytatódik! |

### Csodálatos Pókember #6
- Megjelent: 1989
- Borító eredetije: Amazing Spider-man Vol. 1 #215 (1981. április)
- Borítót rajzolta: John Romita Jr. és Allen Milgrom
- Eredeti ár: 38 Ft
- Megjegyzés: A magyar kiadásban az Amazing Spider-man Vol. 1 #216 számából 1 oldal kimaradt (legelső oldal).

| eredeti kiadvány               | eredeti megjelenés dátuma | írta          | rajzolta        | fordította      | történet eredeti címe               | történet magyar címe          |
| ------------------------------ | ------------------------- | ------------- | --------------- | --------------- | ----------------------------------- | ----------------------------- |
| Amazing Spider-man Vol. 1 #215 | 1981. április             | Dennis O’Neil | John Romita Jr. | Szeredás Lőrinc | By my powers shall I be vanquished! | Fordul a kocka!               |
| Amazing Spider-man Vol. 1 #216 | 1981. május               | Dennis O’Neil | John Romita Jr. | Szeredás Lőrinc | Marathon                            | A cím nem került lefordításra |

### Csodálatos Pókember #7
- Megjelent: 1989
- Borító eredetije: Amazing Spider-man Vol. 1 #216 (1981. május)
- Borítót rajzolta: John Romita Jr. és Allen Milgrom
- Eredeti ár: 38 Ft
- Megjegyzés: A magyar kiadás 1 oldalán az Amazing Spider-man Vol. 1 #216-ból az egyik képkocka lemaradt. Az Amazing Spider-man Vol. 1 #217-ből az 1. oldal nem került bele a magyar kiadásba.

| eredeti kiadvány               | eredeti megjelenés dátuma | írta          | rajzolta        | fordította      | történet eredeti címe   | történet magyar címe          |
| ------------------------------ | ------------------------- | ------------- | --------------- | --------------- | ----------------------- | ----------------------------- |
| Amazing Spider-man Vol. 1 #216 | 1981. május               | Dennis O’Neil | John Romita Jr. | Szeredás Lőrinc | Marathon                | A maraton                     |
| Amazing Spider-man Vol. 1 #217 | 1981. június              | Dennis O’Neil | John Romita Jr. | Szeredás Lőrinc | Here's mud in your eye! | A cím nem került lefordításra |

### Csodálatos Pókember #8
- Megjelent: 1990. január
- Borító eredetije: Az Amazing Spider-man Vol. 1 #219 számának 1. oldala került a magyar borítóra.
- Borítót rajzolta: Luke McDonnell
- Eredeti ár: 45 Ft
- Megjegyzés: Az Amazing Spider-man Vol. 1 #218-ból az 1. oldal nem került bele a magyar kiadásba. Az Amazing Spider-man Vol. 1 #219 számának 1. oldala a borítón jelent meg.

| eredeti kiadvány               | eredeti megjelenés dátuma | írta          | rajzolta        | fordította      | történet eredeti címe  | történet magyar címe          |
| ------------------------------ | ------------------------- | ------------- | --------------- | --------------- | ---------------------- | ----------------------------- |
| Amazing Spider-man Vol. 1 #218 | 1981. július              | Dennis O’Neil | John Romita Jr. | Szeredás Lőrinc | Eye of the Beholder!   | A cím nem került lefordításra |
| Amazing Spider-man Vol. 1 #219 | 1981. augusztus           | Dennis O’Neil | Luke McDonnell  | Szeredás Lőrinc | Peter Parker-Criminal! | A cím nem került lefordításra |

### Csodálatos Pókember #9
- Megjelent: 1990. február
- Borító eredetije: Amazing Spider-man Vol. 1 #222 (1981. november)
- Borítót rajzolta: Walter Simonson
- Eredeti ár: 45 Ft
- Megjegyzés: A magyar kiadás 1 oldalán az Amazing Spider-man Vol. 1 #219-ből az egyik képkocka lemaradt.

| eredeti kiadvány               | eredeti megjelenés dátuma | írta          | rajzolta       | fordította      | történet eredeti címe  | történet magyar címe                                    |
| ------------------------------ | ------------------------- | ------------- | -------------- | --------------- | ---------------------- | ------------------------------------------------------- |
| Amazing Spider-man Vol. 1 #219 | 1981. augusztus           | Dennis O’Neil | Luke McDonnell | Szeredás Lőrinc | Peter Parker-Criminal! | Gyerünk a Börtönszigetre Vízköpő és Boronás Jónás után! |
| Amazing Spider-man Vol. 1 #222 | 1981. november            | Bill Mantlo   | Bob Hall       | Szeredás Lőrinc | Faster than the eye!   | A csodálatos Pókember és az Ámokfutó                    |

### Csodálatos Pókember #10
- Megjelent: 1990. március
- Borító eredetije: Amazing Spider-man Annual Vol. 1 #16 (1982. december)
- Borítót rajzolta: John Romita Jr.
- Eredeti ár: 45 Ft

| eredeti kiadvány                     | eredeti megjelenés dátuma | írta        | rajzolta        | fordította      | történet eredeti címe | történet magyar címe |
| ------------------------------------ | ------------------------- | ----------- | --------------- | --------------- | --------------------- | -------------------- |
| Amazing Spider-man Annual Vol. 1 #16 | 1982. december            | Roger Stern | John Romita Jr. | Szeredás Lőrinc | Who's That Lady?      | A rejtélyes hölgy    |

### Csodálatos Pókember #11
- Megjelent: 1990. április
- Borító eredetije: Amazing Spider-man Vol. 1 #223 (1981. december)
- Borítót rajzolta: John Romita Jr.
- Eredeti ár: 45 Ft
- Megjegyzés: Az Amazing Spider-man Vol. 1 #223-ból 1 oldal nem került bele a magyar kiadásba. E magyar szám utolsó oldalán 1 képkocka kimaradt az Amazing Spider-man Vol. 1 #224-ből.

| eredeti kiadvány               | eredeti megjelenés dátuma | írta                             | rajzolta        | fordította      | történet eredeti címe     | történet magyar címe         |
| ------------------------------ | ------------------------- | -------------------------------- | --------------- | --------------- | ------------------------- | ---------------------------- |
| Amazing Spider-man Vol. 1 #223 | 1981. december            | Dennis O’Neil és J. M. DeMatteis | John Romita Jr. | Szeredás Lőrinc | Night of the Ape!         | A majmok éjszakája           |
| Amazing Spider-man Vol. 1 #224 | 1982. január              | Roger Stern                      | John Romita Jr. | Szeredás Lőrinc | Let Fly these aged wings! | Öreg keselyű nem vén keselyű |

### Csodálatos Pókember #12
- Megjelent: 1990. május
- Borító eredetije: Amazing Spider-man Vol. 1 #225 (1982. február)
- Borítót rajzolta: John Romita Jr.
- Eredeti ár: 45 Ft
- Megjegyzés: Az Amazing Spider-man Vol. 1 #224-ből 2 oldal kimaradt, valamint a magyar szám 1. oldalán található lapon a középső képkocka szintén nem került kinyomtatásra. A magyar képregény utolsó oldalán a Hírharsonáról találhatunk egy képet.

| eredeti kiadvány               | eredeti megjelenés dátuma | írta        | rajzolta        | fordította      | történet eredeti címe     | történet magyar címe            |
| ------------------------------ | ------------------------- | ----------- | --------------- | --------------- | ------------------------- | ------------------------------- |
| Amazing Spider-man Vol. 1 #224 | 1982. január              | Roger Stern | John Romita Jr. | Szeredás Lőrinc | Let Fly these aged wings! | A Keselyű története folytatódik |
| Amazing Spider-man Vol. 1 #225 | 1982. február             | Roger Stern | John Romita Jr. | Szeredás Lőrinc | Fools...like us!          | A Tisztogató?                   |

### Csodálatos Pókember #13
- Megjelent: 1990. június
- Borító eredetije: Amazing Spider-man Vol. 1 #228 (1982. május)
- Borítót rajzolta: Michael Nasser
- Eredeti ár: 45 Ft
- Megjegyzés: Az Amazing Spider-man Vol. 1 #230 előzményei, amik a #229 számban jelentek meg, nem kerültek kiadásra Magyarországon. Az Amazing Spider-man Vol. 1 #230-ból 1 oldal kimaradt.

| eredeti kiadvány               | eredeti megjelenés dátuma | írta        | rajzolta        | fordította      | történet eredeti címe        | történet magyar címe              |
| ------------------------------ | ------------------------- | ----------- | --------------- | --------------- | ---------------------------- | --------------------------------- |
| Amazing Spider-man Vol. 1 #228 | 1982. május               | Jan Strnad  | Rick Leonardi   | Szeredás Lőrinc | Murder By Spider             | Agyonhara-pók                     |
| Amazing Spider-man Vol. 1 #230 | 1982. július              | Roger Stern | John Romita Jr. | Szeredás Lőrinc | To Fight the unbeatable Foe! | Legyőzni a félelmetes ellenséget! |

### Csodálatos Pókember #14
- Megjelent: 1990. július
- Borító eredetije: Amazing Spider-man Vol. 1 #229 (1982. június)
- Borítót rajzolta: John Romita Jr.
- Eredeti ár: 45 Ft

| eredeti kiadvány               | eredeti megjelenés dátuma | írta        | rajzolta        | fordította      | történet eredeti címe        | történet magyar címe                       |
| ------------------------------ | ------------------------- | ----------- | --------------- | --------------- | ---------------------------- | ------------------------------------------ |
| Amazing Spider-man Vol. 1 #230 | 1982. július              | Roger Stern | John Romita Jr. | Szeredás Lőrinc | To Fight the unbeatable Foe! | A cím az előző számban került lefordításra |
| Amazing Spider-man Vol. 1 #231 | 1982. augusztus           | Roger Stern | John Romita Jr. | Szeredás Lőrinc | Caught in the Act...         | Tettenérve...                              |

### Csodálatos Pókember #15
- Megjelent: 1990. augusztus
- Borító eredetije: Amazing Spider-man Vol. 1 #231 (1982. augusztus)
- Borítót rajzolta: John Romita Jr. és Al Milgrom
- Eredeti ár: 45 Ft
- Megjegyzés: A Marvel Fanfare Vol. 1 #27 nem jelent meg teljes terjedelmében.

| eredeti kiadvány               | eredeti megjelenés dátuma | írta        | rajzolta        | fordította      | történet eredeti címe | történet magyar címe          |
| ------------------------------ | ------------------------- | ----------- | --------------- | --------------- | --------------------- | ----------------------------- |
| Amazing Spider-man Vol. 1 #232 | 1982. szeptember          | Roger Stern | John Romita Jr. | Szeredás Lőrinc | Hyde...in plain sight | Hyde...teljes életnagyságban! |
| Marvel Fanfare Vol. 1 #27      | 1986. július              | Marc Hampel | Marc Hampel     | Szeredás Lőrinc | Spidey Gets Antsy     | Amikor a csáprágó... berág!   |

### Csodálatos Pókember #16
- Megjelent: 1990. szeptember
- Borító eredetije: Amazing Spider-man Vol. 1 #232 (1982. szeptember)
- Borítót rajzolta: John Romita Jr.
- Eredeti ár: 45 Ft

| eredeti kiadvány               | eredeti megjelenés dátuma | írta        | rajzolta        | fordította      | történet eredeti címe                        | történet magyar címe                 |
| ------------------------------ | ------------------------- | ----------- | --------------- | --------------- | -------------------------------------------- | ------------------------------------ |
| Amazing Spider-man Vol. 1 #234 | 1982. november            | Roger Stern | John Romita Jr. | Szeredás Lőrinc | Now Shall Will-O'-The-Wisp Have His Revenge! | Itt az idő! Füsti Willy bosszút áll! |
| Amazing Spider-man Vol. 1 #235 | 1982. december            | Roger Stern | John Romita Jr. | Szeredás Lőrinc | Look Out, There's a Monster Coming!          | És a Tarantella elindult feléjük!    |

### Csodálatos Pókember #17
- Megjelent: 1990. október
- Borító eredetije: Amazing Spider-man Vol. 1 #236 (1983. január)
- Borítót rajzolta: John Romita Jr. és Frank Giacoia
- Eredeti ár: 45 Ft
- Megjegyzés: Az Amazing Spider-man Vol. 1 #236-ból 2 oldal nem jelent meg Magyarországon.

| eredeti kiadvány               | eredeti megjelenés dátuma | írta        | rajzolta        | fordította      | történet eredeti címe               | történet magyar címe                       |
| ------------------------------ | ------------------------- | ----------- | --------------- | --------------- | ----------------------------------- | ------------------------------------------ |
| Amazing Spider-man Vol. 1 #235 | 1982. december            | Roger Stern | John Romita Jr. | Szeredás Lőrinc | Look Out, There's a Monster Coming! | A cím az előző számban került lefordításra |
| Amazing Spider-man Vol. 1 #236 | 1983. január              | Roger Stern | John Romita Jr. | Szeredás Lőrinc | Death Knell!                        | A cím nem került lefordításra              |

### Csodálatos Pókember #18
- Megjelent: 1990. november
- Borító eredetije: Amazing Spider-man Vol. 1 #237 (1983. február)
- Borítót rajzolta: Bob Hall
- Eredeti ár: 45 Ft

| eredeti kiadvány               | eredeti megjelenés dátuma | írta        | rajzolta        | fordította      | történet eredeti címe | történet magyar címe |
| ------------------------------ | ------------------------- | ----------- | --------------- | --------------- | --------------------- | -------------------- |
| Amazing Spider-man Vol. 1 #237 | 1983. február             | Roger Stern | Bob Hall        | Szeredás Lőrinc | High and Mighty!      | Magas és hatalmas    |
| Amazing Spider-man Vol. 1 #238 | 1983. március             | Roger Stern | John Romita Jr. | Szeredás Lőrinc | Shadow of evils past! | A múlt árnyéka       |

### Csodálatos Pókember #19
- Megjelent: 1990. december
- Borító eredetije: Amazing Spider-man Vol. 1 #239 (1983. április)
- Borítót rajzolta: John Romita Jr
- Eredeti ár: 45 Ft
- Megjegyzés: Az Amazing Spider-man Vol. 1 #239-ből 2 oldal nem jelent meg Magyarországon.

| eredeti kiadvány               | eredeti megjelenés dátuma | írta        | rajzolta        | fordította      | történet eredeti címe      | történet magyar címe                       |
| ------------------------------ | ------------------------- | ----------- | --------------- | --------------- | -------------------------- | ------------------------------------------ |
| Amazing Spider-man Vol. 1 #238 | 1983. március             | Roger Stern | John Romita Jr. | Szeredás Lőrinc | Shadow of evils past!      | A cím az előző számban került lefordításra |
| Amazing Spider-man Vol. 1 #239 | 1983. április             | Roger Stern | John Romita Jr. | Szeredás Lőrinc | Now Strikes The Hobgoblin! | A cím nem került lefordításra              |

### Csodálatos Pókember #20
- Megjelent: 1991. január
- Borító eredetije: Amazing Spider-man Vol. 1 #249 (1984. február)
- Borítót rajzolta: John Romita Jr
- Eredeti ár: 49 Ft
- Megjegyzés: Az Amazing Spider-man Vol. 1 #250-ből 1 oldal kimaradt a magyar kiadásban.

| eredeti kiadvány               | eredeti megjelenés dátuma | írta        | rajzolta        | fordította      | történet eredeti címe | történet magyar címe      |
| ------------------------------ | ------------------------- | ----------- | --------------- | --------------- | --------------------- | ------------------------- |
| Amazing Spider-man Vol. 1 #249 | 1984. február             | Roger Stern | John Romita Jr. | Szeredás Lőrinc | Secrets!              | Rejtélyes rejtegetnivalók |
| Amazing Spider-man Vol. 1 #250 | 1984. március             | Roger Stern | John Romita Jr. | Szeredás Lőrinc | Confessions!          | Century Club              |

### Csodálatos Pókember #21
- Megjelent: 1991. február
- Borító eredetije: Amazing Spider-man Vol. 1 #251 (1984. április)
- Borítót rajzolta: Ed Hannigan és Klaus Janson
- Eredeti ár: 49 Ft
- Dokumentáció: 1 oldalas rövid leírás A titkos háborúról.
- Megjegyzés: A magyar kiadás 1 oldalán az Amazing Spider-man Vol. 1 #250-ből az egyik képkocka lemaradt. Az Amazing Spider-man Vol. 1 #251-ből a legelső oldal nem jelent meg hazánkban. Időrendi sorrendben nézve e szám végén látható, hogy Pókember „eltűnik”. Közvetlenül ezután játszódik A titkos háború című történet, amely Magyarországon csak bő 2 évvel később jelent meg.

| eredeti kiadvány               | eredeti megjelenés dátuma | írta                       | rajzolta        | fordította      | történet eredeti címe | történet magyar címe                       |
| ------------------------------ | ------------------------- | -------------------------- | --------------- | --------------- | --------------------- | ------------------------------------------ |
| Amazing Spider-man Vol. 1 #250 | 1984. március             | Roger Stern                | John Romita Jr. | Szeredás Lőrinc | Confessions!          | A cím az előző számban került lefordításra |
| Amazing Spider-man Vol. 1 #251 | 1984. április             | Tom DeFalco és Roger Stern | Ron Frenz       | Szeredás Lőrinc | Endings!              | Heuréka!                                   |

### Csodálatos Pókember #22
- Megjelent: 1991. március
- Borító eredetije: Amazing Spider-man Vol. 1 #252 (1984. május)
- Borítót rajzolta: Ron Frenz és Klaus Janson
- Eredeti ár: 49 Ft

| eredeti kiadvány               | eredeti megjelenés dátuma | írta                       | rajzolta      | fordította      | történet eredeti címe | történet magyar címe |
| ------------------------------ | ------------------------- | -------------------------- | ------------- | --------------- | --------------------- | -------------------- |
| Amazing Spider-man Vol. 1 #252 | 1984. május               | Tom DeFalco és Roger Stern | Ron Frenz     | Szeredás Lőrinc | Homecoming!           | Hazatérés            |
| Amazing Spider-man Vol. 1 #253 | 1984. június              | Tom DeFalco                | Rick Leonardi | Szeredás Lőrinc | By Myself Betrayed!   | Magad vagy az áruló! |

### Csodálatos Pókember #23
- Megjelent: 1991. április
- Borító eredetije: Amazing Spider-man Vol. 1 #254 (1984. július)
- Borítót rajzolta: Rick Leonardi és Joe Rubinstein
- Eredeti ár: 55 Ft
- Megjegyzés: A magyar kiadásban az 1. oldalról a bal szélső képkocka lemaradt. Az Amazing Spider-man Vol. 1 #254-ből 3 oldal kimaradt.

| eredeti kiadvány               | eredeti megjelenés dátuma | írta        | rajzolta      | fordította      | történet eredeti címe | történet magyar címe            |
| ------------------------------ | ------------------------- | ----------- | ------------- | --------------- | --------------------- | ------------------------------- |
| Amazing Spider-man Vol. 1 #253 | 1984. június              | Tom DeFalco | Rick Leonardi | Szeredás Lőrinc | By Myself Betrayed!   | Magad vagy az áruló – folytatás |
| Amazing Spider-man Vol. 1 #254 | 1984. július              | Tom DeFalco | Rick Leonardi | Szeredás Lőrinc | With Great Power...   | Megint a Vészmanó?              |

### Csodálatos Pókember #24
- Megjelent: 1991. május
- Borító eredetije: Amazing Spider-man Vol. 1 #255 (1984. augusztus)
- Borítót rajzolta: Ron Frenz és Joe Rubinstein
- Eredeti ár: 55 Ft

| eredeti kiadvány               | eredeti megjelenés dátuma | írta        | rajzolta  | fordította      | történet eredeti címe            | történet magyar címe                       |
| ------------------------------ | ------------------------- | ----------- | --------- | --------------- | -------------------------------- | ------------------------------------------ |
| Amazing Spider-man Vol. 1 #255 | 1984. augusztus           | Tom DeFalco | Ron Frenz | Szeredás Lőrinc | Even a Ghost can fear the Night! | Az éjszaka, amikor a Vörös Szellem is fél! |
| Amazing Spider-man Vol. 1 #256 | 1984. szeptember          | Tom DeFalco | Ron Frenz | Szeredás Lőrinc | Introducing... Puma!             | Bemutatkozik a Puma!                       |

### Csodálatos Pókember #25
- Megjelent: 1991. június
- Borító eredetije: Amazing Spider-man Vol. 1 #257 (1984. október)
- Borítót rajzolta: Ron Frenz és Joe Rubinstein
- Eredeti ár: 55 Ft
- Megjegyzés: A magyar kiadás első oldaláról a középső képkocka hiányzik, valamint az Amazing Spider-man Vol. 1 #256 utolsó oldala nem jelent meg hazánkban. Az Amazing Spider-man Vol. 1 #257 számának első oldala nem került leközlésre Magyarországon.

| eredeti kiadvány               | eredeti megjelenés dátuma | írta        | rajzolta  | fordította      | történet eredeti címe     | történet magyar címe          |
| ------------------------------ | ------------------------- | ----------- | --------- | --------------- | ------------------------- | ----------------------------- |
| Amazing Spider-man Vol. 1 #256 | 1984. szeptember          | Tom DeFalco | Ron Frenz | Szeredás Lőrinc | Introducing... Puma!      | A Puma!                       |
| Amazing Spider-man Vol. 1 #257 | 1984. október             | Tom DeFalco | Ron Frenz | Szeredás Lőrinc | Beware The Claws Of Puma! | A cím nem került lefordításra |

### Csodálatos Pókember #26
- Megjelent: 1991. július
- Borító eredetije: Amazing Spider-man Vol. 1 #258 (1984. november)
- Borítót rajzolta: Ron Frenz és Joe Rubinstein
- Eredeti ár: 55 Ft

| eredeti kiadvány                     | eredeti megjelenés dátuma | írta        | rajzolta  | fordította      | történet eredeti címe                            | történet magyar címe                    |
| ------------------------------------ | ------------------------- | ----------- | --------- | --------------- | ------------------------------------------------ | --------------------------------------- |
| Amazing Spider-man Vol. 1 #258       | 1984. november            | Tom DeFalco | Ron Frenz | Szeredás Lőrinc | The Sinister Secret Of Spider-Man's New Costume! | A fekete pókruha hátborzongató rejtélye |
| Amazing Spider-man Annual Vol. 1 #18 | 1984. december            | Stan Lee    | Ron Frenz | Szeredás Lőrinc | The Scorpion takes a Bride!                      | Lányszöktetés Skorpió módra             |

### Csodálatos Pókember #27
- Megjelent: 1991. augusztus
- Borító eredetije: Amazing Spider-man Annual Vol. 1 #18 (1984. december)
- Borítót rajzolta: Ron Frenz
- Eredeti ár: 55 Ft
- Megjegyzés: E szám közepén 2 oldalon bemutatásra kerül egy új magyarországi kiadvány, a Trans Former, az alakváltók „Üdvözöllek az örökváltozó TRANSZFORMEREK BIRODALMÁBAN!” címmel.

| eredeti kiadvány                     | eredeti megjelenés dátuma | írta     | rajzolta  | fordította      | történet eredeti címe       | történet magyar címe        |
| ------------------------------------ | ------------------------- | -------- | --------- | --------------- | --------------------------- | --------------------------- |
| Amazing Spider-man Annual Vol. 1 #18 | 1984. december            | Stan Lee | Ron Frenz | Szeredás Lőrinc | The Scorpion takes a Bride! | Lányszöktetés Skorpió módra |

### Csodálatos Pókember #28
- Megjelent: 1991. szeptember
- Borító eredetije: Amazing Spider-man Vol. 1 #259 (1984. december)
- Borítót rajzolta: Ron Frenz és Joe Rubinstein
- Eredeti ár: 55 Ft
- Megjegyzés: E szám második felében 10 oldalon keresztül egy Pókemberhez nem kötődő új történet került közlésre, melynek főhősei Köpeny és Kard. A Cloak and Dagger Vol. 1 (1. sorozat) egy négyrészes minisorozat volt, ami Amerikában eredetileg 1983-84-ben jelent meg. Hazánkban e képújságokból csak az első 3 rész jelent meg (több Pókember-számban, teljes terjedelemben), a 4. rész viszont nem.

| eredeti kiadvány               | eredeti megjelenés dátuma | írta        | rajzolta                                   | fordította      | történet eredeti címe      | történet magyar címe                      |
| ------------------------------ | ------------------------- | ----------- | ------------------------------------------ | --------------- | -------------------------- | ----------------------------------------- |
| Amazing Spider-man Vol. 1 #259 | 1984. december            | Tom DeFalco | Ron Frenz                                  | Szeredás Lőrinc | All My Pasts Remembered!   | Feltámadt a múlt...                       |
| Cloak and Dagger Vol. 1 #1     | 1983. október             | Bill Mantlo | Rick Leonardi, Terry Austin és Glynis Wein | Szeredás Lőrinc | Chapter One: The Priest    | Köpeny és Kard első fejezet: A pap        |
| Cloak and Dagger Vol. 1 #1     | 1983. október             | Bill Mantlo | Rick Leonardi, Terry Austin és Glynis Wein | Szeredás Lőrinc | Chapter Two: The Detective | Köpeny és Kard második fejezet: A nyomozó |
| Cloak and Dagger Vol. 1 #1     | 1983. október             | Bill Mantlo | Rick Leonardi, Terry Austin és Glynis Wein | Szeredás Lőrinc | Chapter Three: Faith       | Köpeny és Kard harmadik fejezet: Bizalom  |

### Csodálatos Pókember #29
- Megjelent: 1991. október
- Borító eredetije: Amazing Spider-man Vol. 1 #260 (1985. január)
- Borítót rajzolta: Ron Frenz
- Eredeti ár: 55 Ft
- Dokumentáció: Köpeny (eredeti neve: Tyrone Johnson) 1 oldalas dokumentáció a hátsó belső borítón.
- Megjegyzés: Köpeny és Kard kalandjai folytatódnak 10 oldalon keresztül.

| eredeti kiadvány               | eredeti megjelenés dátuma | írta        | rajzolta                                   | fordította      | történet eredeti címe       | történet magyar címe                      |
| ------------------------------ | ------------------------- | ----------- | ------------------------------------------ | --------------- | --------------------------- | ----------------------------------------- |
| Amazing Spider-man Vol. 1 #260 | 1985. január              | Tom DeFalco | Ron Frenz                                  | Szeredás Lőrinc | The Challenge of Hobgoblin! | A Vészmanó kihívása                       |
| Cloak and Dagger Vol. 1 #1     | 1983. október             | Bill Mantlo | Rick Leonardi, Terry Austin és Glynis Wein | Szeredás Lőrinc | Chapter Three: Faith        | Köpeny és Kard harmadik fejezet: Bizalom  |
| Cloak and Dagger Vol. 1 #1     | 1983. október             | Bill Mantlo | Rick Leonardi, Terry Austin és Glynis Wein | Szeredás Lőrinc | Chapter Four: Hope          | Köpeny és Kard negyedik fejezet: A remény |
| Cloak and Dagger Vol. 1 #1     | 1983. október             | Bill Mantlo | Rick Leonardi, Terry Austin és Glynis Wein | Szeredás Lőrinc | Chapter Five: Charity       | Köpeny és Kard ötödik fejezet: Könyörület |

### Csodálatos Pókember #30
- Megjelent: 1991. november
- Borító eredetije: Amazing Spider-man Vol. 1 #261 (1985. február)
- Borítót rajzolta: Charles Vess
- Eredeti ár: 55 Ft
- Dokumentáció: Kard (eredeti neve: Tandy Bowen) 1 oldalas dokumentáció a hátsó belső borítón.
- Megjegyzés: Köpeny és Kard kalandjai 10 oldalon keresztül folytatódnak.

| eredeti kiadvány               | eredeti megjelenés dátuma | írta        | rajzolta                                   | fordította      | történet eredeti címe  | történet magyar címe                      |
| ------------------------------ | ------------------------- | ----------- | ------------------------------------------ | --------------- | ---------------------- | ----------------------------------------- |
| Amazing Spider-man Vol. 1 #261 | 1985. február             | Tom DeFalco | Ron Frenz                                  | Szeredás Lőrinc | The Sins of my Father! | Túszszabadítás                            |
| Cloak and Dagger Vol. 1 #1     | 1983. október             | Bill Mantlo | Rick Leonardi, Terry Austin és Glynis Wein | Szeredás Lőrinc | Chapter Five: Charity  | Köpeny és Kard ötödik fejezet: Könyörület |
| Cloak and Dagger Vol. 1 #1     | 1983. október             | Bill Mantlo | Rick Leonardi, Terry Austin és Glynis Wein | Szeredás Lőrinc | Epilogue: The Church   | Köpeny és Kard: Epilógus                  |
| Cloak and Dagger Vol. 1 #2     | 1983. november            | Bill Mantlo | Rick Leonardi, Terry Austin és Glynis Wein | Szeredás Lőrinc | Bellyful of Blues!     | Köpeny és Kard: Méreg és bánat            |

### Csodálatos Pókember #31
- Megjelent: 1991. december
- Borító eredetije: Amazing Spider-man Vol. 1 #262 (1985. március)
- Borítót rajzolta: Eliot Brown
- Eredeti ár: 55 Ft
- Megjegyzés: Fél oldalon keresztül a szerkesztő elmélkedése „Kedves Pókbarátok!” címmel, további fél oldalon pedig „Kandi-hírek” olvashatóak az elülső belső borítón. Köpeny és Kard kalandjai 11 oldalon keresztül folytatódnak.

| eredeti kiadvány               | eredeti megjelenés dátuma | írta        | rajzolta                                   | fordította      | történet eredeti címe | történet magyar címe          |
| ------------------------------ | ------------------------- | ----------- | ------------------------------------------ | --------------- | --------------------- | ----------------------------- |
| Amazing Spider-man Vol. 1 #262 | 1985. március             | Bob Layton  | Bob Layton                                 | Szeredás Lőrinc | Trade Secret          | Harc egy arcért               |
| Cloak and Dagger Vol. 1 #2     | 1983. november            | Bill Mantlo | Rick Leonardi, Terry Austin és Glynis Wein | Szeredás Lőrinc | Bellyful of Blues!    | A cím nem került lefordításra |

### Csodálatos Pókember #32
- Megjelent: 1992. január
- Borító eredetije: Amazing Spider-man Vol. 1 #263 (1985. április)
- Borítót rajzolta: Ron Frenz
- Eredeti ár: 65 Ft
- Megjegyzés: Köpeny és Kard kalandjai 9 oldalon keresztül folytatódnak. Fél oldalon levelezési rovat „Pók-postaláda” címmel, további fél oldalon pedig „Kandi-hírek” olvashatóak a képregény utolsó oldalán. A hátsó belső borítón „Névadópályázat” található 2 szuperhőssel kapcsolatban (Nightcrawler és Colossus magyar elnevezéseire írt ki pályázatot a Semic kiadó).

| eredeti kiadvány               | eredeti megjelenés dátuma | írta        | rajzolta                                   | fordította      | történet eredeti címe        | történet magyar címe          |
| ------------------------------ | ------------------------- | ----------- | ------------------------------------------ | --------------- | ---------------------------- | ----------------------------- |
| Amazing Spider-man Vol. 1 #263 | 1985. április             | Tom DeFalco | Ron Frenz                                  | Szeredás Lőrinc | The Spectacular Spider-Kid!  | A Csodálatos Pók-kölyök!      |
| Cloak and Dagger Vol. 1 #2     | 1983. november            | Bill Mantlo | Rick Leonardi, Terry Austin és Glynis Wein | Szeredás Lőrinc | Bellyful of Blues!           | A cím nem került lefordításra |
| Cloak and Dagger Vol. 1 #3     | 1983. december            | Bill Mantlo | Rick Leonardi és Terry Austin              | Szeredás Lőrinc | Dark Is My Love, and Deadly! | Sötét, halálos szeretet       |

### Csodálatos Pókember #33
- Megjelent: 1992. február
- Borító eredetije: Amazing Spider-man Vol. 1 #265 (1985. június)
- Borítót rajzolta: Ron Frenz és Joe Rubinstein
- Eredeti ár: 65 Ft
- Megjegyzés: Köpeny és Kard kalandjai 10 oldalon keresztül folytatódnak. Fél oldalnyi terjedelemben „Kandi-hírek” olvashatóak a képregény belső borítóján.

| eredeti kiadvány               | eredeti megjelenés dátuma | írta        | rajzolta                      | fordította      | történet eredeti címe        | történet magyar címe          |
| ------------------------------ | ------------------------- | ----------- | ----------------------------- | --------------- | ---------------------------- | ----------------------------- |
| Amazing Spider-man Vol. 1 #265 | 1985. június              | Tom DeFalco | Ron Frenz                     | Szeredás Lőrinc | After The Fox!               | A Róka nyomában!              |
| Cloak and Dagger Vol. 1 #3     | 1983. december            | Bill Mantlo | Rick Leonardi és Terry Austin | Szeredás Lőrinc | Dark Is My Love, and Deadly! | A cím nem került lefordításra |

### Csodálatos Pókember #34
- Megjelent: 1992. március
- Borító eredetije: Amazing Spider-man Vol. 1 #266 (1985. július)
- Borítót rajzolta: Denys Cowan
- Eredeti ár: 65 Ft
- Megjegyzés: Az Amazing Spider-man Vol. 1 #266-ból 1 oldal kimaradt. Köpeny és Kard kalandjai 8 oldalon keresztül folytatódnak. A Cloak and Dagger Vol. 1 utolsó, negyedik része nem jelent meg Magyarországon (a történet folytatása a későbbi Semic-füzetekben sem jelent meg, így az befejezetlen maradt). Fél oldalon levelezési rovat „Pók-postaláda” címmel, további fél oldalon pedig „Kandi-hírek” olvashatóak a képregény utolsó előtti oldalán. A 32. számban található „Névadópályázat” végeredménye e szám végén olvasható.

| eredeti kiadvány               | eredeti megjelenés dátuma | írta        | rajzolta                      | fordította      | történet eredeti címe                    | történet magyar címe                          |
| ------------------------------ | ------------------------- | ----------- | ----------------------------- | --------------- | ---------------------------------------- | --------------------------------------------- |
| Amazing Spider-man Vol. 1 #266 | 1985. július              | Peter David | Sal Buscema                   | Szeredás Lőrinc | Jump For My Love Or Spring Is In The Air | Itt a tavasz, avagy most ugrik a Béka a vízbe |
| Cloak and Dagger Vol. 1 #3     | 1983. december            | Bill Mantlo | Rick Leonardi és Terry Austin | Szeredás Lőrinc | Dark Is My Love, and Deadly!             | A cím nem került lefordításra                 |

### Csodálatos Pókember #35
- Megjelent: 1992. április
- Borító eredetije: Amazing Spider-man Vol. 1 #267 (1985. augusztus)
- Borítót rajzolta: Mark Bright
- Eredeti ár: 79 Ft
- Dokumentáció: 1 oldalas X-men dokumentáció a képregény közepén.
- Megjegyzés: E szám kibővített lapterjedelemmel, összesen 50 oldalon jelent meg. Másfél oldalon levelezési rovat „Pók-postaláda” címmel, további fél oldalon pedig „Kandi-hírek” olvashatóak a képregény közepén. A füzet második felében egy X-men történet is közlésre került, amiben nem szerepelt Pókember. Ez volt a hazánkban kiadott legelső X-men-cselekmény , ami eredetileg a The Uncanny X-men #159 számában jelent meg. Ezen X-men-lap utolsó képkockája nem került kinyomtatásra hazánkban.

| eredeti kiadvány               | eredeti megjelenés dátuma | írta            | rajzolta         | fordította      | történet eredeti címe | történet magyar címe |
| ------------------------------ | ------------------------- | --------------- | ---------------- | --------------- | --------------------- | -------------------- |
| Amazing Spider-man Vol. 1 #267 | 1985. augusztus           | Peter David     | Bob McLeod       | Szeredás Lőrinc | The Commuter Cometh!  | Külvárosi kirándulás |
| The Uncanny X-men #159         | 1982. július              | Chris Claremont | Bill Sienkiewicz | Láng István     | Night Screams!        | A sötétség hercege   |

### Csodálatos Pókember #36
- Megjelent: 1992. május
- Borító eredetije: The Spectacular Spider-man Vol. 1 #158 (1989. december)
- Borítót rajzolta: Sal Buscema
- Eredeti ár: 69 Ft
- Megjegyzés: 9 oldalas terjedelemmel e számban kezdődik el a „Kitty Pryde és Rozsomák” című történet. Fél oldalon levelezési rovat „Pók-postaláda” címmel, további fél oldalon pedig „Kandi-hírek” olvashatóak a képregény közepén.

| eredeti kiadvány                    | eredeti megjelenés dátuma | írta            | rajzolta   | fordította      | történet eredeti címe | történet magyar címe |
| ----------------------------------- | ------------------------- | --------------- | ---------- | --------------- | --------------------- | -------------------- |
| Amazing Spider-man Vol. 1 #268      | 1985. szeptember          | Tom DeFalco     | Ron Frenz  | Szeredás Lőrinc | This Gold is Mine!    | Aranyláz             |
| Kitty Pryde and Wolverine Vol. 1 #1 | 1984. november            | Chris Claremont | Al Milgrom | Szeredás Lőrinc | Lies                  | Kitty Pryde          |

### Csodálatos Pókember #37
- Megjelent: 1992. június
- Borító eredetije: Amazing Spider-man Vol. 1 #269 (1985. október)
- Borítót rajzolta: Ron Frenz
- Eredeti ár: 69 Ft
- Megjegyzés: 10 oldalas terjedelemmel e számban folytatódik a „Kitty Pryde és Rozsomák” című történet. Fél oldalon levelezési rovat „Pók-postaláda” címmel és „Kandi-hírek” olvashatóak a képregény elülső belső borítóján.

| eredeti kiadvány                    | eredeti megjelenés dátuma | írta            | rajzolta   | fordította      | történet eredeti címe | történet magyar címe   |
| ----------------------------------- | ------------------------- | --------------- | ---------- | --------------- | --------------------- | ---------------------- |
| Amazing Spider-man Vol. 1 #269      | 1985. október             | Tom DeFalco     | Ron Frenz  | Szeredás Lőrinc | Burn, Spider, Burn!   | ”Megsütlek, Pókember!” |
| Kitty Pryde and Wolverine Vol. 1 #1 | 1984. november            | Chris Claremont | Al Milgrom | Szeredás Lőrinc | Lies                  | Kitty Pryde            |

### Csodálatos Pókember #38
- Megjelent: 1992. július
- Borító eredetije: Web of Spider-man Annual Vol. 1 #2 (1986)
- Borítót rajzolta: Charles Vess
- Eredeti ár: 69 Ft
- Megjegyzés: 10 oldalas terjedelemmel e számban folytatódik a „Kitty Pryde és Rozsomák” című történet. A Kitty Pryde and Wolverine Vol. 1 #2 számának első oldala nem jelent meg hazánkban. Fél oldalon levelezési rovat „Pók-postaláda” címmel, további fél oldalon pedig „Kandi-hírek” olvashatóak a képregény elülső belső borítóján.

| eredeti kiadvány                    | eredeti megjelenés dátuma | írta            | rajzolta   | fordította      | történet eredeti címe       | történet magyar címe          |
| ----------------------------------- | ------------------------- | --------------- | ---------- | --------------- | --------------------------- | ----------------------------- |
| Amazing Spider-man Vol. 1 #270      | 1985. november            | Tom DeFalco     | Ron Frenz  | Szeredás Lőrinc | The Hero And The Holocaust! | Bajnokok tornája              |
| Kitty Pryde and Wolverine Vol. 1 #1 | 1984. november            | Chris Claremont | Al Milgrom | Szeredás Lőrinc | Lies                        | Kitty Pryde és Rozsomák!      |
| Kitty Pryde and Wolverine Vol. 1 #2 | 1984. december            | Chris Claremont | Al Milgrom | Szeredás Lőrinc | Terror                      | A cím nem került lefordításra |

### Csodálatos Pókember #39
- Megjelent: 1992. augusztus
- Borító eredetije: Web of Spider-man Vol. 1 #37 (1988. április)
- Borítót rajzolta: Al Milgrom
- Eredeti ár: 69 Ft
- Megjegyzés: E számban fél oldalon levelezési rovat szerepel „Pók-postaláda” címmel, további fél oldalon „Kandi-hírek” olvashatók az elülső belső borítón. 10 oldalas terjedelemmel e számban folytatódik a „Kitty Pryde és Rozsomák” című történet.

| eredeti kiadvány                    | eredeti megjelenés dátuma | írta            | rajzolta   | fordította      | történet eredeti címe               | történet magyar címe    |
| ----------------------------------- | ------------------------- | --------------- | ---------- | --------------- | ----------------------------------- | ----------------------- |
| Amazing Spider-man Vol. 1 #271      | 1985. december            | Tom DeFalco     | Ron Frenz  | Szeredás Lőrinc | Whatever Happened to Crusher Hogan? | Ami Durunggal történt   |
| Kitty Pryde and Wolverine Vol. 1 #2 | 1984. december            | Chris Claremont | Al Milgrom | Szeredás Lőrinc | Terror                              | Kitty Pride és Rozsomák |

### Csodálatos Pókember #40
- Megjelent: 1992. szeptember
- Borító eredetije: Amazing Spider-man Vol. 1 #272 (1986. január)
- Borítót rajzolta: Ron Frenz
- Eredeti ár: 69 Ft
- Megjegyzés: Fél oldalon levelezési rovat „Pók-postaláda” címmel, további fél oldalon pedig „Kandi-hírek” olvashatóak a képregény elülső belső borítóján. 10 oldalas terjedelemmel e számban folytatódik a „Kitty Pryde és Rozsomák” című történet.

| eredeti kiadvány                    | eredeti megjelenés dátuma | írta            | rajzolta    | fordította      | történet eredeti címe | történet magyar címe          |
| ----------------------------------- | ------------------------- | --------------- | ----------- | --------------- | --------------------- | ----------------------------- |
| Amazing Spider-man Vol. 1 #272      | 1986. január              | Tom DeFalco     | Sal Buscema | Szeredás Lőrinc | Make Way For Slyde!   | Vigyázz, jön a Csúszka!       |
| Kitty Pryde and Wolverine Vol. 1 #2 | 1984. december            | Chris Claremont | Al Milgrom  | Szeredás Lőrinc | Terror                | Kitty Pryde és Rozsomák       |
| Kitty Pryde and Wolverine Vol. 1 #3 | 1985. január              | Chris Claremont | Al Milgrom  | Szeredás Lőrinc | Death                 | A cím nem került lefordításra |

### Csodálatos Pókember #41
- Megjelent: 1992. október
- Borító eredetije: Amazing Spider-man Vol. 1 #273 (1986. február)
- Borítót rajzolta: Ron Frenz és Joe Rubinstein
- Eredeti ár: 69 Ft
- Megjegyzés: Fél oldalon levelezési rovat „Pók-postaláda” címmel, további fél oldalon pedig „Kandi-hírek” olvashatóak a képregény elülső belső borítóján. 9 oldalas terjedelemmel e számban folytatódik a „Kitty Pryde és Rozsomák” című történet.

| eredeti kiadvány                    | eredeti megjelenés dátuma | írta            | rajzolta   | fordította      | történet eredeti címe      | történet magyar címe           |
| ----------------------------------- | ------------------------- | --------------- | ---------- | --------------- | -------------------------- | ------------------------------ |
| Amazing Spider-man Vol. 1 #273      | 1986. február             | Tom DeFalco     | Ron Frenz  | Szeredás Lőrinc | To Challenge The Beyonder! | ”A Pumával a Túlontúli ellen!” |
| Kitty Pryde and Wolverine Vol. 1 #3 | 1985. január              | Chris Claremont | Al Milgrom | Szeredás Lőrinc | Death                      | Kitty Pryde és Rozsomák        |

### Csodálatos Pókember #42
- Megjelent: 1992. november
- Borító eredetije: Amazing Spider-man Vol. 1 #274 (1986. március)
- Borítót rajzolta: John Romita Sr. és Larry Lieber
- Eredeti ár: 69 Ft
- Megjegyzés: Fél oldalon levelezési rovat „Pók-postaláda” címmel, további fél oldalon pedig „Kandi-hírek” olvashatóak a képregény elülső belső borítóján. 4 oldalas terjedelemmel e számban folytatódik a „Kitty Pryde és Rozsomák” című történet.

| eredeti kiadvány                    | eredeti megjelenés dátuma | írta            | rajzolta   | fordította      | történet eredeti címe            | történet magyar címe    |
| ----------------------------------- | ------------------------- | --------------- | ---------- | --------------- | -------------------------------- | ----------------------- |
| Amazing Spider-man Vol. 1 #274      | 1986. március             | Tom DeFalco     | Ron Frenz  | Szeredás Lőrinc | Lo, There shall come a Champion! | Az élet bajnoka         |
| Kitty Pryde and Wolverine Vol. 1 #3 | 1985. január              | Chris Claremont | Al Milgrom | Szeredás Lőrinc | Death                            | Kitty Pryde és Rozsomák |

### Csodálatos Pókember #43
- Megjelent: 1992. december
- Borító eredetije: Amazing Spider-man Vol. 1 #275 (1986. április)
- Borítót rajzolta: Ron Frenz
- Eredeti ár: 69 Ft
- Megjegyzés: Fél oldalon levelezési rovat „Pók-postaláda” címmel, további fél oldalon pedig „Kandi-hírek” olvashatóak a képregény elülső belső borítóján. 6 oldalas terjedelemmel e számban folytatódik a „Kitty Pryde és Rozsomák” című történet.

| eredeti kiadvány                    | eredeti megjelenés dátuma | írta            | rajzolta   | fordította      | történet eredeti címe         | történet magyar címe    |
| ----------------------------------- | ------------------------- | --------------- | ---------- | --------------- | ----------------------------- | ----------------------- |
| Amazing Spider-man Vol. 1 #275      | 1986. április             | Tom DeFalco     | Ron Frenz  | Szeredás Lőrinc | The Choice and the Challenge! | Döntés és kihívás       |
| Kitty Pryde and Wolverine Vol. 1 #3 | 1985. január              | Chris Claremont | Al Milgrom | Szeredás Lőrinc | Death                         | Kitty Pryde és Rozsomák |

### Csodálatos Pókember #44
- Megjelent: 1993. január
- Borító eredetije: Amazing Spider-man Vol. 1 #276 (1986. május)
- Borítót rajzolta: Tom Morgan és Joe Rubinstein
- Eredeti ár: 85 Ft
- Megjegyzés: Fél oldalon levelezési rovat „Levelek a pókhálóban” címmel, további fél oldalon pedig „Kandi-hírek” olvashatóak a képregény elülső belső borítóján. 10 oldalas terjedelemmel e számban folytatódik a „Kitty Pryde és Rozsomák” című történet. A Amazing Spider-man Vol. 1 #276 számából 2 oldal kimaradt. Az újság közepén 1 oldalon Marvel Extra-bemutató látható, további 1 oldalon pedig „Marvel-pályázat” olvasható.

| eredeti kiadvány                    | eredeti megjelenés dátuma | írta            | rajzolta   | fordította      | történet eredeti címe | történet magyar címe |
| ----------------------------------- | ------------------------- | --------------- | ---------- | --------------- | --------------------- | -------------------- |
| Amazing Spider-man Vol. 1 #276      | 1986. május               | Tom DeFalco     | Ron Frenz  | Szeredás Lőrinc | Unmasked!             | A maszk mögött!      |
| Kitty Pryde and Wolverine Vol. 1 #4 | 1985. február             | Chris Claremont | Al Milgrom | Szeredás Lőrinc | Rebirth               | Újjászületés         |

### Csodálatos Pókember #45
- Megjelent: 1993. február
- Borító eredetije: Amazing Spider-man Vol. 1 #277 (1986. június)
- Borítót rajzolta: Charles Vess
- Eredeti ár: 85 Ft
- Megjegyzés: Fél oldalon levelezési rovat „Levelek a pókhálóban” címmel, további fél oldalon pedig „Kandi-hírek” olvashatóak a képregény elülső belső borítóján. 10 oldalas terjedelemmel e számban folytatódik a „Kitty Pryde és Rozsomák” című történet.

| eredeti kiadvány                    | eredeti megjelenés dátuma | írta            | rajzolta   | fordította      | történet eredeti címe | történet magyar címe    |
| ----------------------------------- | ------------------------- | --------------- | ---------- | --------------- | --------------------- | ----------------------- |
| Amazing Spider-man Vol. 1 #277      | 1986. június              | Tom DeFalco     | Ron Frenz  | Szeredás Lőrinc | The Rules of the Game | Játékszabályok          |
| Kitty Pryde and Wolverine Vol. 1 #4 | 1985. február             | Chris Claremont | Al Milgrom | Szeredás Lőrinc | Rebirth               | Kitty Pryde és Rozsomák |

### Csodálatos Pókember #46
- Megjelent: 1993. március
- Borító eredetije: Amazing Spider-man Vol. 1 #278 (1986. július)
- Borítót rajzolta:
- Eredeti ár: 89 Ft
- Megjegyzés: A képregény hátsó belső borítóján 1 oldalon levelezési rovat található „Levelek a pókhálóból” címmel. „Kitty Pryde és Rozsomák” kalandjai 10 oldallal folytatódnak.

| eredeti kiadvány                    | eredeti megjelenés dátuma | írta            | rajzolta    | fordította      | történet eredeti címe | történet magyar címe          |
| ----------------------------------- | ------------------------- | --------------- | ----------- | --------------- | --------------------- | ----------------------------- |
| Amazing Spider-man Vol. 1 #278      | 1986. július              | Tom DeFalco     | Mike Harris | Szeredás Lőrinc | If This Be Justice    | Ez lenne az igazság?!         |
| Kitty Pryde and Wolverine Vol. 1 #4 | 1985. február             | Chris Claremont | Al Milgrom  | Szeredás Lőrinc | Rebirth               | A cím nem került lefordításra |
| Kitty Pryde and Wolverine Vol. 1 #5 | 1985. március             | Chris Claremont | Al Milgrom  | Szeredás Lőrinc | Courage               | Bátorság                      |

### Csodálatos Pókember #47
- Megjelent: 1993. április
- Borító eredetije: Amazing Spider-man Vol. 1 #279 (1986. augusztus)
- Borítót rajzolta:
- Eredeti ár: 89 Ft
- Megjegyzés: A képregény hátsó belső borítóján 1 oldalon levelezési rovat található „Levelek a pókhálóból” címmel. „Kitty Pryde és Rozsomák” kalandjai újabb 10 oldallal folytatódnak.

| eredeti kiadvány                    | eredeti megjelenés dátuma | írta            | rajzolta      | fordította      | történet eredeti címe | történet magyar címe          |
| ----------------------------------- | ------------------------- | --------------- | ------------- | --------------- | --------------------- | ----------------------------- |
| Amazing Spider-man Vol. 1 #279      | 1986. augusztus           | Tom DeFalco     | Rick Leonardi | Szeredás Lőrinc | Savage is the Sable!  | Sable begurul                 |
| Kitty Pryde and Wolverine Vol. 1 #5 | 1985. március             | Chris Claremont | Al Milgrom    | Szeredás Lőrinc | Courage               | A cím nem került lefordításra |

### Csodálatos Pókember #48
- Megjelent: 1993. május
- Borító eredetije: Amazing Spider-man Vol. 1 #280 (1986. szeptember)
- Borítót rajzolta: Ron Frenz
- Eredeti ár: 89 Ft
- Megjegyzés: A képregény hátsó belső borítóján 1 oldalon levelezési rovat található „Kedves Pókember-rajongók!” címmel, amiben arról szól a szerkesztő, hogy mi történt az időrendben 47.és 48. szám között elhelyezkedő, Magyarországon ki nem adott történet. A Kitty Pryde and Wolverine Vol. 1 #6 számának első oldala nem jelent meg hazánkban. „Kitty Pryde és Rozsomák” kalandjai újabb 10 oldallal folytatódnak.

| eredeti kiadvány                    | eredeti megjelenés dátuma | írta            | rajzolta   | fordította      | történet eredeti címe   | történet magyar címe          |
| ----------------------------------- | ------------------------- | --------------- | ---------- | --------------- | ----------------------- | ----------------------------- |
| Amazing Spider-man Vol. 1 #280      | 1986. szeptember          | Tom DeFalco     | Ron Frenz  | Szeredás Lőrinc | The Sinister Syndicate! | A Baljós Légió                |
| Kitty Pryde and Wolverine Vol. 1 #5 | 1985. március             | Chris Claremont | Al Milgrom | Szeredás Lőrinc | Courage                 | A cím nem került lefordításra |
| Kitty Pryde and Wolverine Vol. 1 #6 | 1985. április             | Chris Claremont | Al Milgrom | Szeredás Lőrinc | Honor                   | A cím nem került lefordításra |

### Csodálatos Pókember #49
- Megjelent: 1993. június
- Borító eredetije: Amazing Spider-man Vol. 1 #281 (1986. október)
- Borítót rajzolta: Ron Frenz
- Eredeti ár: 99 Ft
- Dokumentáció: „Kedves képregény-rajongók!” címmel 1 oldalas dokumentáció olvasható a Marvel Comics című képregényről és annak értékéről a hátsó belső borítón.
- Megjegyzés: A képregény elülső belső borítóján 1 oldalon levelezési rovat található „Levelek a pókhálóból” címmel. „Kitty Pryde és Rozsomák” kalandjai újabb 10 oldallal folytatódnak.

| eredeti kiadvány                    | eredeti megjelenés dátuma | írta            | rajzolta   | fordította      | történet eredeti címe | történet magyar címe          |
| ----------------------------------- | ------------------------- | --------------- | ---------- | --------------- | --------------------- | ----------------------------- |
| Amazing Spider-man Vol. 1 #281      | 1986. október             | Tom DeFalco     | Ron Frenz  | Szeredás Lőrinc | When Warriors Clash!  | A nagy összecsapás!           |
| Kitty Pryde and Wolverine Vol. 1 #6 | 1985. április             | Chris Claremont | Al Milgrom | Szeredás Lőrinc | Honor                 | A cím nem került lefordításra |

### Csodálatos Pókember #50
- Megjelent: 1993. július
- Borító eredetije:
- Borítót rajzolta:
- Eredeti ár: 118 Ft
- Dokumentáció:
- Megjegyzés: Az 50. szám kibővített terjedelemben jelent meg. E jubileumi kiadás 2 borítóval (egy kék és egy piros színű) jelent meg, amelynek közepén hologram van. A 2 füzeten lelhető hologramok eltérőek. E számban fejeződött be Kitty Pryde és Rozsomák közös kalandja (9 oldalnyi terjedelem). A hátsó külső borítón kisebb képek láthatóak „A Pókember akcióban” felirattal. A képregény közepén Todd McFarlane által rajzolt 2 darab 2-2 oldal terjedelmű Pókember-poszterek vannak. Ugyancsak e helyütt a Semic kiadó magyarországi munkatársairól láthatunk egy kétoldalas képet, amelynek hátulján rövid bemutatkozás is olvasható az egyes munkavállalókról. Az elülső belső borítón a szerkesztő rövid bevezetője található 1 oldalnyi terjedelemben.

| eredeti kiadvány                    | eredeti megjelenés dátuma | írta            | rajzolta      | fordította      | történet eredeti címe | történet magyar címe          |
| ----------------------------------- | ------------------------- | --------------- | ------------- | --------------- | --------------------- | ----------------------------- |
| Amazing Spider-man Vol. 1 #282      | 1986. november            | Tom DeFalco     | Rick Leonardi | Szeredás Lőrinc | The Fury of X-Factor! | A rejtélyes X-Faktor!         |
| Kitty Pryde and Wolverine Vol. 1 #6 | 1985. április             | Chris Claremont | Al Milgrom    | Szeredás Lőrinc | Honor                 | A cím nem került lefordításra |

### Csodálatos Pókember #51
- Megjelent: 1993. augusztus
- Borító eredetije: Amazing Spider-man Vol. 1 #283 (1986. december)
- Borítót rajzolta: Bob Layton
- Eredeti ár: 99 Ft
- Megjegyzés: Új képregényhős mutatkozik be a füzet második felében, a Megtorló (10 oldalnyi terjedelem). Az amerikai The Punisher Vol. 1 (1. sorozatának) 5 része végig megjelent hazánkban, néhány oldal kihagyásával, A Csodálatos Pókember 51-56, 58, 60-61 és 63-67. számaiban. Ugyanezen Megtorló-széria a Hepiend Képes Regényújság és a Hepiend Magazin lapjain is megjelent korábban, 1989-1990-ben, igaz fekete-fehér formátumban. A Pókemberben már színesben került újraközlésre eme történet, új fordítás kíséretében.

A képregény elülső belső borítóján 1 oldalon levelezési rovat található „Levelek a pókhálóból” címmel.
| eredeti kiadvány               | eredeti megjelenés dátuma | írta         | rajzolta                 | fordította      | történet eredeti címe   | történet magyar címe            |
| ------------------------------ | ------------------------- | ------------ | ------------------------ | --------------- | ----------------------- | ------------------------------- |
| Amazing Spider-man Vol. 1 #283 | 1986. december            | Tom DeFalco  | Ron Frenz                | Szeredás Lőrinc | With Foes Like These... | Félelmetes ellenfelek           |
| The Punisher Vol. 1 #1         | 1986. január              | Steven Grant | Mike Zack és John Beatty | Bata István     | Circle of Blood         | A Megtorló: A vér szaga 1. rész |

### Csodálatos Pókember #52
- Megjelent: 1993. szeptember
- Borító eredetije: Amazing Spider-man Vol. 1 #284 (1987. január)
- Borítót rajzolta: Ron Frenz
- Eredeti ár: 99 Ft
- Megjegyzés: E számban 2 oldalon levelezési rovat szerepel „Levelek a Pókhálóból” címmel. A hátulsó külső borítón Megtorlóról látható 5 kisebb kép „A Megtorló akcióban” címmel. Folytatódik a Megtorló: A vér szaga című sorozat újabb 10 oldallal.

| eredeti kiadvány               | eredeti megjelenés dátuma | írta                      | rajzolta                    | fordította      | történet eredeti címe                | történet magyar címe                     |
| ------------------------------ | ------------------------- | ------------------------- | --------------------------- | --------------- | ------------------------------------ | ---------------------------------------- |
| Amazing Spider-man Vol. 1 #284 | 1987. január              | Tom DeFalco és Jim Owsley | Ron Frenz és Brett Breeding | Szeredás Lőrinc | And Who Shall Stand Against Them...? | Bandaháború 1. rész: „Cinkos, aki néma!” |
| The Punisher Vol. 1 #1         | 1986. január              | Steven Grant              | Mike Zack                   | Szeredás Lőrinc | Circle of Blood                      | A Megtorló: A vér szaga 2. rész          |

### Csodálatos Pókember #53
- Megjelent: 1993. október
- Borító eredetije: Amazing Spider-man Vol. 1 #285 (1987. február)
- Borítót rajzolta: Mike Zeck és Bob McLeod
- Eredeti ár: 99 Ft
- Dokumentáció:
- Megjegyzés: E számban 1 oldalon levelezési rovat szerepel „Levelek a Pókhálóból” címmel (hátsó belső borító). Folytatódik a Megtorló: A vér szaga című sorozat újabb 10 oldallal.

| eredeti kiadvány               | eredeti megjelenés dátuma | írta                      | rajzolta        | fordította      | történet eredeti címe  | történet magyar címe                      |
| ------------------------------ | ------------------------- | ------------------------- | --------------- | --------------- | ---------------------- | ----------------------------------------- |
| Amazing Spider-man Vol. 1 #285 | 1987. február             | Tom DeFalco és Jim Owsley | Alan Kupperberg | Szeredás Lőrinc | The Arranger Must Die! | Bandaháború 2. rész: Meghalsz, Összekötő! |
| The Punisher Vol. 1 #1         | 1986. január              | Steven Grant              | Mike Zack       | Szeredás Lőrinc | Circle of Blood        | A Megtorló: A vér szaga 3. rész           |

### Csodálatos Pókember #54
- Megjelent: 1993. november
- Borító eredetije: Amazing Spider-man Vol. 1 #286 (1987. március)
- Borítót rajzolta: Bob Hall
- Eredeti ár: 99 Ft
- Megjegyzés: E számban fél oldalon levelezési rovat szerepel „Levelek a Pókhálóból” címmel valamint további fél oldalon csere-bere rovat olvasható (hátsó belső borító). A Megtorló: A vér szaga című sorozat újabb 10 oldallal folytatódik.

| eredeti kiadvány               | eredeti megjelenés dátuma | írta         | rajzolta        | fordította  | történet eredeti címe | történet magyar címe             |
| ------------------------------ | ------------------------- | ------------ | --------------- | ----------- | --------------------- | -------------------------------- |
| Amazing Spider-man Vol. 1 #286 | 1987. március             | Jim Owsley   | Alan Kupperberg | Bata István | Thy Father's Son!     | Bandaháború 3. rész: Apa és fia! |
| The Punisher Vol. 1 #1         | 1986. január              | Steven Grant | Mike Zack       | Bata István | Circle of Blood       | A Megtorló: A vér szaga 4. rész  |

### Csodálatos Pókember #55
- Megjelent: 1993. december
- Borító eredetije: Amazing Spider-man Vol. 1 #287 (1987. április)
- Borítót rajzolta: Kyle Baker
- Eredeti ár: 99 Ft
- Megjegyzés: E számban 1 oldalon csere-bere rovat szerepel „Levelek a Pókhálóból” címmel (hátsó belső borító). A vér szaga című sorozat újabb 10 oldallal folytatódik.

| eredeti kiadvány               | eredeti megjelenés dátuma | írta         | rajzolta    | fordította  | történet eredeti címe               | történet magyar címe                                 |
| ------------------------------ | ------------------------- | ------------ | ----------- | ----------- | ----------------------------------- | ---------------------------------------------------- |
| Amazing Spider-man Vol. 1 #287 | 1987. április             | Jim Owsley   | Erik Larsen | Bata István | ...And There Shall Come a Reckoning | Bandaháború 4. rész: ... És elérkezett a leszámolás! |
| The Punisher Vol. 1 #1         | 1986. január              | Steven Grant | Mike Zack   | Bata István | Circle of Blood                     | A Megtorló: A vér szaga 5. rész                      |
| The Punisher Vol. 1 #2         | 1986. február             | Steven Grant | Mike Zack   | Bata István | Back to the War                     | A cím nem került lefordításra                        |

### Csodálatos Pókember #56
- Megjelent: 1994. január
- Borító eredetije: Amazing Spider-man Vol. 1 #288 (1987. május)
- Borítót rajzolta: Steve Geiger
- Eredeti ár: 108 Ft
- Megjegyzés: E számban 1 oldalon levelezési rovat szerepel „Levelek a Pókhálóból” címmel (hátsó belső borító). Megtorló kalandjai újabb 10 oldallal folytatódnak.

| eredeti kiadvány               | eredeti megjelenés dátuma | írta         | rajzolta        | fordította      | történet eredeti címe | történet magyar címe                       |
| ------------------------------ | ------------------------- | ------------ | --------------- | --------------- | --------------------- | ------------------------------------------ |
| Amazing Spider-man Vol. 1 #288 | 1987. május               | Jim Owsley   | Alan Kupperberg | Szeredás Lőrinc | Gang War Rages On!    | Bandaháború 5. rész: Dühöng a bandaháború! |
| The Punisher Vol. 1 #2         | 1986. február             | Steven Grant | Mike Zack       | Szeredás Lőrinc | Back to the War       | A cím nem került lefordításra              |

### Csodálatos Pókember #57
- Megjelent: 1994. február
- Borító eredetije: Amazing Spider-man Vol. 1 #282 (1986. november)
- Borítót rajzolta: Rick Leonardi
- Eredeti ár: 108 Ft
- Dokumentáció: 3 oldalas Fátum Doktor (eredeti neve: Victor von Doom) leírás a lap közepén.
- Megjegyzés: Az újság közepén 2 oldalnyi terjedelmű Hulk-poszter található. A képregény hátsó belső borítóján a Marvel Super Heroes Secret Wars Vol. 1 #4 számának eredeti, amerikai borítója látható. Az Amazing Spider-man Vol. 1 #289 dupla szám volt, Magyarországon 2 részletben jelent meg, az 57. és 58. számokban.

| eredeti kiadvány                          | eredeti megjelenés dátuma | írta        | rajzolta                                | fordította      | történet eredeti címe   | történet magyar címe                          |
| ----------------------------------------- | ------------------------- | ----------- | --------------------------------------- | --------------- | ----------------------- | --------------------------------------------- |
| Marvel Super Heroes Secret Wars Vol. 1 #4 | 1984. augusztus           | Jim Shooter | Bob Layton és John Beatty               | Bata István     | Situation: Hopeless!    | Titkos háború 4. rész: A helyzet reménytelen! |
| Amazing Spider-man Vol. 1 #289            | 1987. június              | Peter David | Alan Kupperberg, Tom Morgan és Jim Fern | Szeredás Lőrinc | The Hobgoblin Revealed! | Vég-játékok                                   |

### Csodálatos Pókember #58
- Megjelent: 1994. március
- Borító eredetije: Amazing Spider-man Vol. 1 #289 (1987. június)
- Borítót rajzolta: Tom Morgan
- Eredeti ár: 108 Ft
- Megjegyzés: E számban 1 oldalon levelezési rovat szerepel „Levelek a Pókhálóból” címmel (hátsó belső borító). A Megtorló című sorozat újabb 11 oldallal folytatódik. A The Punisher Vol. 1 #2 és #3 számából 1-1 oldal kimaradt a magyar kiadványban.

| eredeti kiadvány               | eredeti megjelenés dátuma | írta         | rajzolta                                | fordította      | történet eredeti címe   | történet magyar címe         |
| ------------------------------ | ------------------------- | ------------ | --------------------------------------- | --------------- | ----------------------- | ---------------------------- |
| Amazing Spider-man Vol. 1 #289 | 1987. június              | Peter David  | Alan Kupperberg, Tom Morgan és Jim Fern | Szeredás Lőrinc | The Hobgoblin Revealed! | Vég-játékok                  |
| The Punisher Vol. 1 #2         | 1986. február             | Steven Grant | Mike Zack                               | Szeredás Lőrinc | Back to the War         | A cím nem kerül lefordításra |
| The Punisher Vol. 1 #3         | 1986. március             | Steven Grant | Mike Zack és John Beatty                | Szeredás Lőrinc | Slaughterday            | Vérfürdőhely                 |

### Csodálatos Pókember #59
- Megjelent: 1994. április
- Borító eredetije: Amazing Spider-man Vol. 1 #290 (1987. július)
- Borítót rajzolta: Al Milgrom
- Eredeti ár: 108 Ft
- Dokumentáció: 2 oldalas Doktor Octopus (eredeti neve: Otto Octavius) leírás a lap közepén.
- Megjegyzés: 1 oldalon csere-bere rovat szerepel „Levelek a Pókhálóból” címmel (hátsó belső borító).

| eredeti kiadvány                          | eredeti megjelenés dátuma | írta             | rajzolta                          | fordította      | történet eredeti címe | történet magyar címe             |
| ----------------------------------------- | ------------------------- | ---------------- | --------------------------------- | --------------- | --------------------- | -------------------------------- |
| Amazing Spider-man Vol. 1 #290            | 1987. július              | David Michelinie | John Romita Jr. és Vince Colletta | Szeredás Lőrinc | The Big Question      | A nagy kérdés                    |
| Marvel Super Heroes Secret Wars Vol. 1 #7 | 1984. november            | Jim Shooter      | Mike Zeck és John Beatty          | Bata István     | Berserker!            | Titkos háború 7. rész: Őrjöngés! |

### Csodálatos Pókember #60
- Megjelent: 1994. május
- Borító eredetije: Amazing Spider-man Vol. 1 #291 (1987. augusztus)
- Borítót rajzolta: Al Milgrom
- Eredeti ár: 108 Ft
- Megjegyzés: 1 oldalas levelezési rovat van e számban „Levelek a Pókhálóból” címmel (elülső belső borító). A Megtorló című történet 8 oldallal folytatódik e kiadványban.

| eredeti kiadvány               | eredeti megjelenés dátuma | írta             | rajzolta                          | fordította      | történet eredeti címe | történet magyar címe |
| ------------------------------ | ------------------------- | ---------------- | --------------------------------- | --------------- | --------------------- | -------------------- |
| Amazing Spider-man Vol. 1 #291 | 1987. augusztus           | David Michelinie | John Romita Jr. és Vince Colletta | Szeredás Lőrinc | Dark Journey!         | Rejtelmes utazás     |
| The Punisher Vol. 1 #3         | 1986. március             | Steven Grant     | Mike Zack                         | Szeredás Lőrinc | Slaughterday          | Megtorló             |

### Csodálatos Pókember #61
- Megjelent: 1994. június
- Borító eredetije: Amazing Spider-man Vol. 1 #292 (1987. szeptember)
- Borítót rajzolta: Al Milgrom
- Eredeti ár: 115 Ft
- Megjegyzés: 1 oldalon levelezési rovat szerepel „Levelek a Pókhálóból” címmel (hátsó belső borító). A Megtorló című történet újabb 9 oldallal folytatódik e kiadványban.

| eredeti kiadvány               | eredeti megjelenés dátuma | írta             | rajzolta                      | fordította      | történet eredeti címe  | történet magyar címe |
| ------------------------------ | ------------------------- | ---------------- | ----------------------------- | --------------- | ---------------------- | -------------------- |
| Amazing Spider-man Vol. 1 #292 | 1987. szeptember          | David Michelinie | Alex Saviuk és Vince Colletta | Szeredás Lőrinc | Growing Pains!         | Komoly fordulatok    |
| The Punisher Vol. 1 #3         | 1986. március             | Steven Grant     | Mike Zack                     | Szeredás Lőrinc | Slaughterday           | A Megtorló           |
| The Punisher Vol. 1 #4         | 1986. április             | Steven Grant     | Mike Zack                     | Szeredás Lőrinc | Final Solution, Part 1 | Végső megoldás       |

### Csodálatos Pókember #62
- Megjelent: 1994. július
- Borító eredetije: Amazing Spider-man Annual Vol. 1 #21 (1987. október)
- Borítót rajzolta: John Romita Sr.
- Eredeti ár: 125 Ft
- Dokumentáció: 3 oldalnyi képes dokumentáció „A Pókember kiadja legbensőbb titkait: A 25 legfontosabb nő az életemben!” címmel.
- Megjegyzés: E szám kibővített oldalszámmal és 2 különböző borítóval került kiadásra. Az újságban 4 db 2 oldalas poszter is található, amelyeket Todd McFarlene rajzolt. 1 oldalon levelezési rovat szerepel „Levelek a Pókhálóból” címmel (elülső belső borító). További 1,5 oldalon „Adok-ka-Pók” csere-bere rovat olvasható e füzetben. A hátulsó külső borítón rövid „köszöntő” olvasható Peter Parker és Mary Jane házassága alkalmából.

| eredeti kiadvány                     | eredeti megjelenés dátuma | írta                            | rajzolta                                | fordította      | történet eredeti címe | történet magyar címe |
| ------------------------------------ | ------------------------- | ------------------------------- | --------------------------------------- | --------------- | --------------------- | -------------------- |
| Amazing Spider-man Annual Vol. 1 #21 | 1987. október             | David Michelinie és Jim Shooter | Paul Ryan, Vince Colletta és Bob Sharen | Szeredás Lőrinc | The Wedding           | Az esküvő            |

### Csodálatos Pókember #63
- Megjelent: 1994. augusztus
- Borító eredetije: Amazing Spider-man Vol. 1 #296 (1988. január)
- Borítót rajzolta: John Byrne
- Eredeti ár: 115 Ft
- Megjegyzés: Megtorló kalandjai 9 oldallal folytatódnak.

| eredeti kiadvány               | eredeti megjelenés dátuma | írta             | rajzolta                      | fordította      | történet eredeti címe  | történet magyar címe |
| ------------------------------ | ------------------------- | ---------------- | ----------------------------- | --------------- | ---------------------- | -------------------- |
| Amazing Spider-man Vol. 1 #296 | 1988. január              | David Michelinie | Alex Saviuk és Vince Colletta | Szeredás Lőrinc | Force Of Arms          | Kar-hatalom          |
| The Punisher Vol. 1 #4         | 1986. április             | Steven Grant     | Mike Zack                     | Szeredás Lőrinc | Final Solution, Part 1 | A Megtorló           |

### Csodálatos Pókember #64
- Megjelent: 1994. szeptember
- Borító eredetije: Amazing Spider-man Vol. 1 #297 (1988. február)
- Borítót rajzolta: Alex Saviuk
- Eredeti ár: 115 Ft
- Megjegyzés: E számban 1 oldalon levelezési rovat szerepel „Levelek a Pókhálóból” címmel (elülső belső borító). Megtorló kalandjai újabb 9 oldallal folytatódnak.

| eredeti kiadvány               | eredeti megjelenés dátuma | írta             | rajzolta                      | fordította      | történet eredeti címe  | történet magyar címe |
| ------------------------------ | ------------------------- | ---------------- | ----------------------------- | --------------- | ---------------------- | -------------------- |
| Amazing Spider-man Vol. 1 #297 | 1988. február             | David Michelinie | Alex Saviuk és Vince Colletta | Szeredás Lőrinc | I'll Take Manhattan!   | Leigázom Manhattant  |
| The Punisher Vol. 1 #4         | 1986. április             | Steven Grant     | Mike Zack                     | Szeredás Lőrinc | Final Solution, Part 1 | A Megtorló           |

### Csodálatos Pókember #65
- Megjelent: 1994. október
- Borító eredetije: E borító 2 kép összemontírozásával készült. Az egyik képrészlet a Superman vs. The Amazing Spider-man Vol. 1 #1 képregény borítóján szerepelt.
- Borítót rajzolta: Ross Andru és Dick Giordano
- Eredeti ár: 115 Ft
- Megjegyzés: E számban jelent meg Superman és Pókember első közös kalandja. Ez volt az első DC/Marvel közös kaland, ahol a 2 nagy amerikai képregénykiadó vállalat két ismert karaktere egy közös történetben szerepelt. A 96 oldalas képregény hazánkban 4 részben jelent meg, 2 rész A Csodálatos Pókemberben (A Csodálatos Pókember 65. és 66. szám), kettő pedig a Superman és Batmanban (Superman és Batman 14. és 15. szám). A füzetben 2 oldalon levelezési rovat szerepel „Levelek a Pókhálóból” címmel. 10 oldalnyi terjedelemben újra találkozhatunk a Megtorlóval. A The Punisher Vol. 1 #5 számának 1 oldala nem jelent meg hazánkban.

| eredeti kiadvány                              | eredeti megjelenés dátuma | írta         | rajzolta   | fordította      | történet eredeti címe      | történet magyar címe                                            |
| --------------------------------------------- | ------------------------- | ------------ | ---------- | --------------- | -------------------------- | --------------------------------------------------------------- |
| Superman vs. The Amazing Spider-man Vol. 1 #1 | 1976. január              | Gerry Conway | Ross Andru | Szeredás Lőrinc | The Battle of the Century! | Superman és a Csodálatos Pókember: Az évszázad csatája! 2. rész |
| The Punisher Vol. 1 #4                        | 1986. április             | Steven Grant | Mike Zack  | Szeredás Lőrinc | Final Solution, Part 1     | A Megtorló                                                      |
| The Punisher Vol. 1 #5                        | 1986. május               | Steven Grant | Mike Zack  | Szeredás Lőrinc | Final Solution, Part 2     | A cím nem került lefordításra                                   |

### Csodálatos Pókember #66
- Megjelent: 1994. november
- Borító eredetije: Egy a Superman vs. The Amazing Spider-man Vol. 1 #1 képregény belsejében szereplő képkocka került a borítóra.
- Borítót rajzolta: Ross Andru
- Eredeti ár: 115 Ft
- Dokumentáció: Tom DeFalco valamint Gerry Conway bevezetője olvasható Superman és Pókember közös történetéhez a hátsó belső borítón.
- Megjegyzés: 5 oldalon újra találkozhatunk a Megtorlóval. Az elülső belső borítón levelezési rovat lelhető.

| eredeti kiadvány                              | eredeti megjelenés dátuma | írta         | rajzolta   | fordította      | történet eredeti címe      | történet magyar címe                                            |
| --------------------------------------------- | ------------------------- | ------------ | ---------- | --------------- | -------------------------- | --------------------------------------------------------------- |
| Superman vs. The Amazing Spider-man Vol. 1 #1 | 1976. január              | Gerry Conway | Ross Andru | Szeredás Lőrinc | The Battle of the Century! | Superman és a Csodálatos Pókember: Az évszázad csatája! 3. rész |
| The Punisher Vol. 1 #5                        | 1986. május               | Steven Grant | Mike Zack  | Szeredás Lőrinc | Final Solution, Part 2     | A Megtorló                                                      |

### Csodálatos Pókember #67
- Megjelent: 1994. december
- Borító eredetije: Amazing Spider-man Vol. 1 #298 (1988. március)
- Borítót rajzolta: Todd McFarlane
- Eredeti ár: 115 Ft
- Dokumentáció: Megtorló (eredeti neve: Frank Castle) 2 oldalas képes jellemzés a lap végén.
- Megjegyzés: 1,5 oldalas levelezési rovat található e lapban „Levelek a Pókhálóból” címmel. E füzetben befejeződik Megtorló története (8 oldalnyi terjedelem). A The Punisher Vol. 1 #5 számából 1 oldal nem jelent meg hazánkban.

| eredeti kiadvány               | eredeti megjelenés dátuma | írta             | rajzolta                     | fordította      | történet eredeti címe  | történet magyar címe |
| ------------------------------ | ------------------------- | ---------------- | ---------------------------- | --------------- | ---------------------- | -------------------- |
| Amazing Spider-man Vol. 1 #298 | 1988. március             | David Michelinie | Todd McFarlane és Bob McLeod | Szeredás Lőrinc | Chance Encounter       | Egy véletlen Sansz   |
| The Punisher Vol. 1 #5         | 1986. május               | Steven Grant     | Mike Zack                    | Szeredás Lőrinc | Final Solution, Part 2 | A Megtorló           |

### Csodálatos Pókember #68
- Megjelent: 1995. január
- Borító eredetije: Amazing Spider-man Vol. 1 #299 (1988. április)
- Borítót rajzolta: Todd McFarlane
- Eredeti ár: 138 Ft
- Dokumentáció: 1 oldalas bevezető található A Főnix halála című történethez az elülső belső borítón.
- Megjegyzés: A Csodálatos Pókember 68. száma kibővített terjedelemmel jelent meg. E számban jelent meg a X-menhez kötődő A Főnix halála című történet első 2 része. Pókember ezen X-menhez kötődő kalandban nem szerepel.

| eredeti kiadvány               | eredeti megjelenés dátuma | írta                          | rajzolta                     | fordította      | történet eredeti címe    | történet magyar címe                           |
| ------------------------------ | ------------------------- | ----------------------------- | ---------------------------- | --------------- | ------------------------ | ---------------------------------------------- |
| The Uncanny-men Vol. 1 #129    | 1980. január              | Chris Claremont és John Byrne | John Byrne és Terry Austin   | Szeredás Lőrinc | God Spare the Child...   | A Főnix halála 1. rész: Isten, óvd a gyermeket |
| The Uncanny-men Vol. 1 #130    | 1980. február             | Chris Claremont               | John Byrne és Terry Austin   | Szeredás Lőrinc | Dazzler                  | A Főnix halála 2. rész: Káprázat               |
| Amazing Spider-man Vol. 1 #299 | 1988. április             | David Michelinie              | Todd McFarlane és Bob McLeod | Szeredás Lőrinc | Survival of the Hittist! | A túlélők pusztulása                           |

### Csodálatos Pókember #69
- Megjelent: 1995. február
- Borító eredetije: Amazing Spider-man Vol. 1 #300 (1988. május)
- Borítót rajzolta: Todd McFarlane
- Eredeti ár: 138 Ft
- Megjegyzés: E számban jelent meg a DC és a Marvel kiadó 2. közös munkája, amelyben e kiadók 2 ismert karaktere egy történetben szerepel. A 62 oldalas képregény hazánkban 4 részben jelent meg, 2 rész a Csodálatos Pókemberben (Csodálatos Pókember 69. és 70. szám), kettő pedig a Superman és Batmanban (Superman és Batman 16. és 17. szám). Az Amazing Spider-man Vol. 1 #300 dupla szám volt, hazánkban két részletre osztva jelent meg az e füzetben szereplő történet, a 69. és 70. számban. A füzet közepén 1 oldalas „Tisztelt képregényrajongók!” címmel levelezéi rovat található.

| eredeti kiadvány               | eredeti megjelenés dátuma | írta             | rajzolta                   | fordította      | történet eredeti címe        | történet magyar címe                                              |
| ------------------------------ | ------------------------- | ---------------- | -------------------------- | --------------- | ---------------------------- | ----------------------------------------------------------------- |
| Amazing Spider-man Vol. 1 #300 | 1988. május               | David Michelinie | Todd McFarlane             | Szeredás Lőrinc | Venom                        | Venom                                                             |
| Superman and Spider-man        | 1981.                     | Jim Shooter      | John Buscema és Joe Sinott | Szeredás Lőrinc | The Heroes and the Holocaust | Superman és a Csodálatos Pókember: A hősök és a Végítélet 2. rész |

### Csodálatos Pókember #70
- Megjelent: 1995. március
- Borító eredetije: Egy az Amazing Spider-Man Vol. 1 #300 képregény belsejében szereplő képkocka került a borítóra.
- Borítót rajzolta: Todd McFarlane
- Eredeti ár: 138 Ft
- Megjegyzés: A füzetben közepén 1 oldalas levelezési rovat szerepel.

| eredeti kiadvány               | eredeti megjelenés dátuma | írta             | rajzolta                   | fordította      | történet eredeti címe        | történet magyar címe                                                 |
| ------------------------------ | ------------------------- | ---------------- | -------------------------- | --------------- | ---------------------------- | -------------------------------------------------------------------- |
| Amazing Spider-man Vol. 1 #300 | 1988. május               | David Michelinie | Todd McFarlane             | Szeredás Lőrinc | Venom                        | A Csodálatos Pókember Venom ellen – 2. rész                          |
| Superman and Spider-man        | 1981.                     | Jim Shooter      | John Buscema és Joe Sinott | Szeredás Lőrinc | The Heroes and the Holocaust | A Superman és a Csodálatos Pókember: A hősök és a Végítélet: 3. rész |

### Csodálatos Pókember #71
- Megjelent: 1995. április
- Borító eredetije: Amazing Spider-man Vol. 1 #301 (1988. június)
- Borítót rajzolta: Todd McFarlane
- Eredeti ár: 138 Ft
- Megjegyzés: A 30 oldalas Marvel Team-Up #100 három részben jelent meg Magyarországon (Csodálatos Pókember 71-73. számok). Az ugyancsak Marvel Team-Up #100-ban szereplő Fekete Párduc-Vihar közös kaland nem jelent meg hazánkban. 2 oldalas „Adok-Ka-Pók” csere-bere rovat lelhetó a képregényben.

| eredeti kiadvány               | eredeti megjelenés dátuma | írta             | rajzolta       | fordította      | történet eredeti címe                                | történet magyar címe         |
| ------------------------------ | ------------------------- | ---------------- | -------------- | --------------- | ---------------------------------------------------- | ---------------------------- |
| Amazing Spider-man Vol. 1 #301 | 1988. június              | David Michelinie | Todd McFarlane | Szeredás Lőrinc | The Sable Gauntlet!                                  | Sable vesszőfutása           |
| Marvel Team-Up Vol. 1 #100     | 1980. december            | Chris Claremont  | Frank Miller   | Szeredás Lőrinc | ...The Reason is Karma! Karma! She Possesses People! | Karma! Aki megszáll másokat! |

### Csodálatos Pókember #72
- Megjelent: 1995. május
- Borító eredetije: Amazing Spider-man Vol. 1 #302 (1988. július)
- Borítót rajzolta: Todd McFarlane
- Eredeti ár: 148 Ft
- Megjegyzés: A füzet elülső belső borítóján 1 oldalas levelezési rovat szerepel „Levelek a pókhálóból” címmel.

| eredeti kiadvány               | eredeti megjelenés dátuma | írta                            | rajzolta                         | fordította      | történet eredeti címe                                | történet magyar címe       |
| ------------------------------ | ------------------------- | ------------------------------- | -------------------------------- | --------------- | ---------------------------------------------------- | -------------------------- |
| Amazing Spider-man Vol. 1 #302 | 1988. július              | David Michelinie                | Todd McFarlane és Gregory Wright | Szeredás Lőrinc | (Mid)American Gothic!                                | Közép-amerikai rémtörténet |
| Marvel Team-Up Vol. 1 #100     | 1980. december            | Chris Claremont és Frank Miller | Frank Miller és Bob Wiacek       | Szeredás Lőrinc | ...The Reason is Karma! Karma! She Possesses People! | Karma – 2. rész            |

### Csodálatos Pókember #73
- Megjelent: 1995. június
- Borító eredetije:
- Borítót rajzolta:
- Eredeti ár: 148 Ft
- Megjegyzés: Az Amazing Spider-man Vol. 1 #303 számának utolsó oldala nem jelent meg Magyarországon.

| eredeti kiadvány               | eredeti megjelenés dátuma | írta                            | rajzolta                      | fordította      | történet eredeti címe                                | történet magyar címe     |
| ------------------------------ | ------------------------- | ------------------------------- | ----------------------------- | --------------- | ---------------------------------------------------- | ------------------------ |
| Amazing Spider-man Vol. 1 #303 | 1988. augusztus           | David Michelinie                | Todd McFarlane és Rick Parker | Szeredás Lőrinc | Dock Savage                                          | Tengerparti bosszú-parti |
| Marvel Team-Up Vol. 1 #100     | 1980. december            | Chris Claremont és Frank Miller | Frank Miller és Bob Wiacek    | Szeredás Lőrinc | ...The Reason is Karma! Karma! She Possesses People! | Karma – 3. rész          |

### Csodálatos Pókember #74
- Megjelent: 1995. július
- Borító eredetije: Amazing Spider-man Vol. 1 #315 (1989. május)
- Borítót rajzolta: Todd McFarlane
- Eredeti ár: 148 Ft
- Megjegyzés: A 22 oldalas Marvel Team-Up #135 három részben jelent meg Magyarországon (Csodálatos Pókember 74-76. számok). A Lap közepén két Joe Jusko által készített festmény található, amelyek Homokembert és Silver Sablet ábrázolják.

| eredeti kiadvány               | eredeti megjelenés dátuma | írta             | rajzolta                   | fordította      | történet eredeti címe     | történet magyar címe                                            |
| ------------------------------ | ------------------------- | ---------------- | -------------------------- | --------------- | ------------------------- | --------------------------------------------------------------- |
| Amazing Spider-man Vol. 1 #315 | 1989. május               | David Michelinie | Todd McFarlane             | Szeredás Lőrinc | A Matter of Life and Debt | Felejtés és emlékezés!                                          |
| Marvel Team-Up Vol. 1 #135     | 1983. november            | Bill Mantlo      | Ron Frenz és Mike Esposito | Szeredás Lőrinc | Down Deep In Darkness!    | A Pókember és Árnymacska közös kalandja: Gyermekjátékok 1. rész |

### Csodálatos Pókember #75
- Megjelent: 1995. augusztus
- Borító eredetije:
- Borítót rajzolta:
- Eredeti ár: 178 Ft
- Dokumentáció: Pókember (eredeti neve: Peter Parker) 4 oldalas képes dokumentáció a képújság közepén.
- Megjegyzés: A 75. jubileumi szám hologramos borítóval jelent meg. A holodisc eredetileg az amerikai The Spectacular Spider-man Vol. 1 #225 számán szerepelt. A füzetben 1 oldalon levelezési rovat szerepel „Levelek a pókhálóból” címmel. Az elülső, belső borítón köszöntő található a jubileumi szám alkalmából, és a borítón levő holodisc használati útmutatója olvasható. A Gyermekjátékok című történet eredetileg a Marvel Team-Up Vol. 1 #135 számában jelent meg, amelyet később a Marvel Tales Vol. 2 #245 részében újranyomtak. A füzetben ez utóbbi újság van megnevezve, mint forrás, habár a korábbi magyar számokban az előbbi volt feltüntetve.

| eredeti kiadvány               | eredeti megjelenés dátuma | írta             | rajzolta                   | fordította      | történet eredeti címe  | történet magyar címe                                            |
| ------------------------------ | ------------------------- | ---------------- | -------------------------- | --------------- | ---------------------- | --------------------------------------------------------------- |
| Amazing Spider-man Vol. 1 #316 | 1989. június              | David Michelinie | Todd McFarlane             | Szeredás Lőrinc | Dead Meat              | Mészárszék                                                      |
| Marvel Team-Up Vol. 1 #135     | 1983. november            | Bill Mantlo      | Ron Frenz és Mike Esposito | Szeredás Lőrinc | Down Deep In Darkness! | A Pókember és Árnymacska közös kalandja: Gyermekjátékok 2. rész |

### Csodálatos Pókember #76
- Megjelent: 1995. szeptember
- Borító eredetije: Amazing Spider-man Vol. 1 #317 (1989. július)
- Borítót rajzolta: Todd McFarlane
- Eredeti ár: 168 Ft
- Dokumentáció: Venom (eredeti neve: Edward „Eddie” Brock) 2 oldalas képes dokumentáció a lap közepén.

| eredeti kiadvány               | eredeti megjelenés dátuma | írta             | rajzolta                   | fordította      | történet eredeti címe  | történet magyar címe                                            |
| ------------------------------ | ------------------------- | ---------------- | -------------------------- | --------------- | ---------------------- | --------------------------------------------------------------- |
| Amazing Spider-man Vol. 1 #317 | 1989. július              | David Michelinie | Todd McFarlane             | Szeredás Lőrinc | The Sand and the Fury  | Homokvihar                                                      |
| Marvel Team-Up Vol. 1 #135     | 1983. november            | Bill Mantlo      | Ron Frenz és Mike Esposito | Szeredás Lőrinc | Down Deep In Darkness! | A Pókember és Árnymacska közös kalandja: Gyermekjátékok 3. rész |

### Csodálatos Pókember #77
- Megjelent: 1995. október
- Borító eredetije: Amazing Spider-man Vol. 1 #320 (1989. szeptember)
- Borítót rajzolta: Todd McFarlane
- Eredeti ár: 168 Ft
- Megjegyzés: A füzetben 1 oldalon levelezési rovat szerepel „Levelek” címmel, valamint további 1 oldalon „Adok-ka-Pók” csere-bere rovat lelhető e számban.

| eredeti kiadvány               | eredeti megjelenés dátuma | írta             | rajzolta                    | fordította      | történet eredeti címe                            | történet magyar címe                                        |
| ------------------------------ | ------------------------- | ---------------- | --------------------------- | --------------- | ------------------------------------------------ | ----------------------------------------------------------- |
| Amazing Spider-man Vol. 1 #320 | 1989. szeptember          | David Michelinie | Todd McFarlane              | Szeredás Lőrinc | The Assassin Nation Plot Part 1: License Invoked | Nemzetellenes összeesküvés – 1. rész: Lovagias ügy          |
| Amazing Spider-man Vol. 1 #201 | 1980. február             | Marv Wolfman     | Keith Pollard és Jim Mooney | Szeredás Lőrinc | Man-Hunt!                                        | A Csodálatos Pókember és a Megtorló: Embervadászat! 1. rész |

### Csodálatos Pókember #78
- Megjelent: 1995. november
- Borító eredetije: Amazing Spider-man Vol. 1 #201 (1980. február)
- Borítót rajzolta: John Romita Sr.
- Eredeti ár: 168 Ft

| eredeti kiadvány               | eredeti megjelenés dátuma | írta             | rajzolta                    | fordította      | történet eredeti címe                     | történet magyar címe                                          |
| ------------------------------ | ------------------------- | ---------------- | --------------------------- | --------------- | ----------------------------------------- | ------------------------------------------------------------- |
| Amazing Spider-man Vol. 1 #321 | 1989. október             | David Michelinie | Todd McFarlane              | Szeredás Lőrinc | The Assassin Nation Plot Part 2: Underwar | Nemzetellenes összeesküvés – 2. rész: Előcsata!               |
| Amazing Spider-man Vol. 1 #201 | 1980. február             | Marv Wolfman     | Keith Pollard és Jim Mooney | Szeredás Lőrinc | Man-Hunt!                                 | A Csodálatos Pókember és a Megtorló: Embervadászat! – 2. rész |

### Csodálatos Pókember #79
- Megjelent: 1995. december
- Borító eredetije: Amazing Spider-man Vol. 1 #322 (1989. október)
- Borítót rajzolta: Todd McFarlane
- Eredeti ár: 168 Ft
- Dokumentáció:
- Megjegyzés: A 77. számban megkezdett Embervadászat című Pókember-Megtorló közös kaland a 79. és 80. számban folytatódott. A füzet hátsó belső borítóján 1 oldalas csere-bere rovat szerepel „Adok-ka-Pók” címmel.

| eredeti kiadvány               | eredeti megjelenés dátuma | írta             | rajzolta                    | fordította      | történet eredeti címe                     | történet magyar címe                                              |
| ------------------------------ | ------------------------- | ---------------- | --------------------------- | --------------- | ----------------------------------------- | ----------------------------------------------------------------- |
| Amazing Spider-man Vol. 1 #322 | 1989. október             | David Michelinie | Todd McFarlane              | Szeredás Lőrinc | The Assassin Nation Plot Part 3: Ceremony | Nemzetellenes összeesküvés 3. rész: A szertartás                  |
| Amazing Spider-man Vol. 1 #202 | 1980. március             | Marv Wolfman     | Keith Pollard és Jim Mooney | Szeredás Lőrinc | One For Those Long Gone!                  | A Csodálatos Pókember és a Megtorló: A békében nyugvókért 1. rész |

### Csodálatos Pókember #80
- Megjelent: 1996. január
- Borító eredetije: Amazing Spider-man Vol. 1 #323 (1989. november)
- Borítót rajzolta: Todd McFarlane
- Eredeti ár: 189 Ft
- Megjegyzés: 2 oldalas levelezési rovat lelhető a lap közepén.

| eredeti kiadvány               | eredeti megjelenés dátuma | írta             | rajzolta                    | fordította      | történet eredeti címe                            | történet magyar címe                                                |
| ------------------------------ | ------------------------- | ---------------- | --------------------------- | --------------- | ------------------------------------------------ | ------------------------------------------------------------------- |
| Amazing Spider-man Vol. 1 #323 | 1989. november            | David Michelinie | Todd McFarlane              | Szeredás Lőrinc | The Assassin Nation Plot Part 4: Assault Rivals! | Nemzetellenes összeesküvés – 4. rész: Vetélytársak, fegyvertársak!  |
| Amazing Spider-man Vol. 1 #202 | 1980. március             | Marv Wolfman     | Keith Pollard és Jim Mooney | Szeredás Lőrinc | One For Those Long Gone!                         | A Csodálatos Pókember és a Megtorló: A békében nyugvókért – 2. rész |

### Csodálatos Pókember #81
- Megjelent: 1996. február
- Borító eredetije: Amazing Spider-man Vol. 1 #324 (1989. november)
- Borítót rajzolta: Todd McFarlane
- Eredeti ár: 189 Ft
- Megjegyzés: A 38 oldalas X-men-Pókember közös kalandot tartalmazó Marvel Team-Up Vol. 1 #150 száma 4 Pókemberben került közlésre (A Csodálatos Pókember 81-84. számok). Ez volt amúgy az utolsó Marvel Team-Up szám (1. sorozat), ami Amerikában megjelent.

| eredeti kiadvány               | eredeti megjelenés dátuma | írta             | rajzolta      | fordította      | történet eredeti címe                     | történet magyar címe                                             |
| ------------------------------ | ------------------------- | ---------------- | ------------- | --------------- | ----------------------------------------- | ---------------------------------------------------------------- |
| Amazing Spider-man Vol. 1 #324 | 1989. november            | David Michelinie | Erik Larsen   | Szeredás Lőrinc | The Assassin Nation Plot Part 5: Twos day | Nemzetellenes összeesküvés 5. rész: Párharcok napja              |
| Marvel Team-Up Vol. 1 #150     | 1985. február             | Louise Simonson  | Greg LaRocque | Szeredás Lőrinc | Tis Better to Give                        | A Csodálatos Pókember és az X-Men: Boldog születésnapot! 1. rész |

### Csodálatos Pókember #82
- Megjelent: 1996. március
- Borító eredetije: Amazing Spider-man Vol. 1 #325 (1989. november)
- Borítót rajzolta: Todd McFarlane
- Eredeti ár: 189 Ft

| eredeti kiadvány               | eredeti megjelenés dátuma | írta             | rajzolta       | fordította      | történet eredeti címe                           | történet magyar címe                                             |
| ------------------------------ | ------------------------- | ---------------- | -------------- | --------------- | ----------------------------------------------- | ---------------------------------------------------------------- |
| Amazing Spider-man Vol. 1 #325 | 1989. november            | David Michelinie | Todd McFarlane | Szeredás Lőrinc | The Assassin Nation Plot Part 6: Finale in Red! | Nemzetellenes összeesküvés 6. rész: Vérvörös végjáték            |
| Marvel Team-Up Vol. 1 #150     | 1985. február             | Louise Simonson  | Greg LaRocque  | Szeredás Lőrinc | Tis Better to Give                              | A Csodálatos Pókember és az X-Men: Boldog születésnapot! 2. rész |

### Csodálatos Pókember #83
- Megjelent: 1996. április
- Borító eredetije: Web of Spider-man Vol. 1 #56 (1989. november)
- Borítót rajzolta: Alex Saviuk
- Eredeti ár: 189 Ft
- Dokumentáció: Black Tom Cassidy (eredeti neve: Thomas Samuel Eamon Cassidy) 1 oldalas leírás a hátsó belső borítón.
- Megjegyzés: „Adok-Ka-Pók” 1 oldalas csere-bere rovat lelhető a lap végén.

| eredeti kiadvány             | eredeti megjelenés dátuma | írta            | rajzolta      | fordította      | történet eredeti címe | történet magyar címe                                             |
| ---------------------------- | ------------------------- | --------------- | ------------- | --------------- | --------------------- | ---------------------------------------------------------------- |
| Web of Spider-man Vol. 1 #56 | 1989. november            | Gerry Conway    | Alex Saviuk   | Szeredás Lőrinc | Skin-Deep             | HőBŐRgők                                                         |
| Marvel Team-Up Vol. 1 #150   | 1985. február             | Louise Simonson | Greg LaRocque | Szeredás Lőrinc | Tis Better to Give    | A Csodálatos Pókember és az X-Men: Boldog születésnapot! 3. rész |

### Csodálatos Pókember #84
- Megjelent: 1996. május
- Borító eredetije: Web of Spider-man Vol. 1 #57 (1989. november)
- Borítót rajzolta: Alex Saviuk
- Eredeti ár: 189 Ft
- Megjegyzés: A hátsó belső borítón 1 oldalnyi terjedelemben csere-bere rovat található „Adok-ka-Pók” címmel.

| eredeti kiadvány             | eredeti megjelenés dátuma | írta            | rajzolta      | fordította      | történet eredeti címe | történet magyar címe                                             |
| ---------------------------- | ------------------------- | --------------- | ------------- | --------------- | --------------------- | ---------------------------------------------------------------- |
| Web of Spider-man Vol. 1 #57 | 1989. november            | Gerry Conway    | Alex Saviuk   | Szeredás Lőrinc | Flesh and Blood       | Hús és vér                                                       |
| Marvel Team-Up Vol. 1 #150   | 1985. február             | Louise Simonson | Greg LaRocque | Szeredás Lőrinc | Tis Better to Give    | A Csodálatos Pókember és az X-Men: Boldog születésnapot! 4. rész |

### Csodálatos Pókember #85
- Megjelent: 1996. június
- Borító eredetije: Web of Spider-man Vol. 1 #58 (1989. december)
- Borítót rajzolta: Alex Saviuk
- Eredeti ár: 198 Ft
- Dokumentáció: Joe (Joseph) Robertson és Sírkő (eredeti neve: Lonnie Thompson Lincoln) 1-1 oldalas leírások a lap közepén, valamint az Ámis-szekta féloldalas összefoglaló a hátsó belső borítón.
- Megjegyzés: E füzetben kezdődött a 32 oldalas Marvel Team-Up Annual Vol. 1 #6 száma, ami 4 Pókember képregényben került kiadásra (A Csodálatos Pókember 85-88. számok). A füzetben féloldalnyi terjedelemben levelezési rovat található „Levelek a Pókhálóból” címmel (hátsó belső borító).

| eredeti kiadvány                | eredeti megjelenés dátuma | írta         | rajzolta                  | fordította      | történet eredeti címe       | történet magyar címe                                             |
| ------------------------------- | ------------------------- | ------------ | ------------------------- | --------------- | --------------------------- | ---------------------------------------------------------------- |
| Web of Spider-man Vol. 1 #58    | 1989. december            | Gerry Conway | Alex Saviuk               | Szeredás Lőrinc | Rematch                     | Visszavágó                                                       |
| Marvel Team-Up Annual Vol. 1 #6 | 1983. október             | Bill Mantlo  | Ron Frenz és Kevin Dzuban | Szeredás Lőrinc | The Hunters and the Hunted! | A Csodálatos Pókember és az X-Men: A vadak és a vadászok 1. rész |

### Csodálatos Pókember #86
- Megjelent: 1996. július
- Borító eredetije: Web of Spider-man Vol. 1 #62 (1990. március)
- Borítót rajzolta: Alex Saviuk
- Eredeti ár: 198 Ft
- Dokumentáció: Farkas (eredeti neve: Rahne Sinclair) 1 oldalas és Mirázs (eredeti neve: Danielle „Dani” Moonstar) 3 oldalas összefoglalók e kiadványban.
- Megjegyzés:

| eredeti kiadvány                | eredeti megjelenés dátuma | írta         | rajzolta                                  | fordította  | történet eredeti címe       | történet magyar címe          |
| ------------------------------- | ------------------------- | ------------ | ----------------------------------------- | ----------- | --------------------------- | ----------------------------- |
| Web of Spider-man Vol. 1 #62    | 1990. március             | Gerry Conway | Alex Saviuk, Keith Williams és Bob Sharen | Bata István | All That Glitters ...       | ... Ami fénylik!              |
| Marvel Team-Up Annual Vol. 1 #6 | 1983. október             | Bill Mantlo  | Ron Frenz és Kevin Dzuban                 | Bata István | The Hunters and the Hunted! | A vadak és a vadászok 2. rész |

### Csodálatos Pókember #87
- Megjelent: 1996. augusztus
- Borító eredetije: Web of Spider-man Vol. 1 #66 (1990. július)
- Borítót rajzolta: Alex Saviuk
- Eredeti ár: 198 Ft
- Dokumentáció: Napfolt (eredeti neve: Roberto Da Costa) 2 oldalas összefoglaló e lapban.

| eredeti kiadvány                | eredeti megjelenés dátuma | írta         | rajzolta                  | fordította      | történet eredeti címe       | történet magyar címe                                                   |
| ------------------------------- | ------------------------- | ------------ | ------------------------- | --------------- | --------------------------- | ---------------------------------------------------------------------- |
| Web of Spider-man Vol. 1 #66    | 1990. július              | Gerry Conway | Alex Saviuk               | Szeredás Lőrinc | Friends and Enemies         | Barátok és ellenségek                                                  |
| Marvel Team-Up Annual Vol. 1 #6 | 1983. október             | Bill Mantlo  | Ron Frenz és Kevin Dzuban | Szeredás Lőrinc | The Hunters and the Hunted! | A Csodálatos Pókember és az Új Mutánsok: A vadak és a vadászok 3. rész |

### Csodálatos Pókember #88
- Megjelent: 1996. szeptember
- Borító eredetije: Web of Spider-man Vol. 1 #67 (1990. augusztus)
- Borítót rajzolta: Alex Saviuk
- Eredeti ár: 198 Ft
- Dokumentáció: A Zöld Manó (eredeti neve: Norman Osborn) és az Ágyúgolyó (eredeti neve: Samuel Guthrie) 1-1 oldalas jellemzések a lap közepén.
- Megjegyzés: A füzetben féloldalnyi terjedelemben levelezési rovat található „Levelek a Pókhálóból” címmel (hátsó belső borító).

| eredeti kiadvány                | eredeti megjelenés dátuma | írta         | rajzolta                  | fordította      | történet eredeti címe       | történet magyar címe            |
| ------------------------------- | ------------------------- | ------------ | ------------------------- | --------------- | --------------------------- | ------------------------------- |
| Web of Spider-man Vol. 1 #67    | 1990. augusztus           | Gerry Conway | Alex Saviuk               | Szeredás Lőrinc | With Friends Like These!    | Ments meg, Uram, a barátaimtól! |
| Marvel Team-Up Annual Vol. 1 #6 | 1983. október             | Bill Mantlo  | Ron Frenz és Kevin Dzuban | Szeredás Lőrinc | The Hunters and the Hunted! | A vadak és a vadászok 4. rész   |

### Csodálatos Pókember #89
- Megjelent: 1996. október
- Borító eredetije: Web of Spider-man Vol. 1 #68 (1990. szeptember)
- Borítót rajzolta: Alex Saviuk
- Eredeti ár: 198 Ft
- Dokumentáció: 1 oldalas összefoglaló olvasható az amerikai képregény-történelemről „Néhány kocka a képregény történetéből” címmel (elülső belső borító).

| eredeti kiadvány              | eredeti megjelenés dátuma | írta         | rajzolta                | fordította      | történet eredeti címe   | történet magyar címe             |
| ----------------------------- | ------------------------- | ------------ | ----------------------- | --------------- | ----------------------- | -------------------------------- |
| Web of Spider-man Vol. 1 #68  | 1990. szeptember          | Gerry Conway | Alex Saviuk             | Szeredás Lőrinc | Tombstone Territory     | Sírkő birodalma                  |
| Amazing Spider-man Vol. 1 #96 | 1971. május               | Stan Lee     | Gil Kane és John Romita | Szeredás Lőrinc | ...And Now, The Goblin! | A Zöld Manó visszatérése 1. rész |

### Csodálatos Pókember #90
- Megjelent: 1996. november
- Borító eredetije: Amazing Spider-man Vol. 1 #98 (1971. július)
- Borítót rajzolta: Gil Kane
- Eredeti ár: 198 Ft
- Megjegyzés: A füzetben 1 oldalnyi terjedelemben csere-bere rovat található „Adok-ka-Pók” címmel (elülső belső borító). Az Amazing Spider-man Vol. 1 #98 számának 1. oldala nem jelent meg Magyarországon.

| eredeti kiadvány              | eredeti megjelenés dátuma | írta     | rajzolta               | fordította      | történet eredeti címe      | történet magyar címe                       |
| ----------------------------- | ------------------------- | -------- | ---------------------- | --------------- | -------------------------- | ------------------------------------------ |
| Amazing Spider-man Vol. 1 #96 | 1971. május               | Stan Lee | Gil Kane               | Szeredás Lőrinc | ...And Now, The Goblin!    | A cím az előző számban került lefordításra |
| Amazing Spider-man Vol. 1 #97 | 1971. június              | Stan Lee | Gil Kane és F. Giacoia | Szeredás Lőrinc | In The Grip Of The Goblin! | A Zöld Manó visszatérése 2. rész           |
| Amazing Spider-man Vol. 1 #98 | 1971. július              | Stan Lee | Gil Kane               | Szeredás Lőrinc | The Goblin's Last Gasp!    | A cím nem került lefordításra              |

### Csodálatos Pókember #91
- Megjelent: 1996. december
- Borító eredetije: Web of Spider-man Vol. 1 #31 (1987. október)
- Borítót rajzolta: Mike Zeck
- Eredeti ár: 198 Ft
- Dokumentáció: E számban 5 oldalas dokumentáció olvasható a Kraven utolsó vadászatáról, „Kraven utolsó vadászata, avagy a rettentő szimmetria” címmel. További 7 oldalon bemutatásra kerül New York, valamint azon város ismertebb műemlékeiről is szó esik képekkel illusztrálva.
- Megjegyzés: E szám kibővített terjedelemmel jelent meg (52 oldal). Itt kezdődött el a Kraven utolsó vadászata, amelynek a 2. és 3. része a Marvel Extra utolsó, 24. számában jelent meg, a 4. része a Csodálatos Pókember 92. számában, 5. része az X-men utolsó 36. számában, míg a befejező része a Csodálatos Pókember 93. számában került kiadásra.

| eredeti kiadvány              | eredeti megjelenés dátuma | írta            | rajzolta                | fordította      | történet eredeti címe                  | történet magyar címe                       |
| ----------------------------- | ------------------------- | --------------- | ----------------------- | --------------- | -------------------------------------- | ------------------------------------------ |
| Web of Spider-man Vol. 1 #31  | 1987. október             | J. M. DeMatteis | Mike Zeck és Bob McLeod | Szeredás Lőrinc | Kraven's Last Hunt, part 1: The coffin | Kraven utolsó vadászata 1. rész: A koporsó |
| Amazing Spider-man Vol. 1 #98 | 1971. július              | Stan Lee        | Gil Kane és John Romita | Szeredás Lőrinc | The Goblin's Last Gasp!                | A Zöld Manó visszatérése 3. rész           |

### Csodálatos Pókember #92
- Megjelent: 1997. január
- Borító eredetije: Web of Spider-man Vol. 1 #32 (1987. november)
- Borítót rajzolta: Mike Zeck
- Eredeti ár: 228 Ft
- Megjegyzés: A Kraven utolsó vadászata című történet az X-men 36. számában folytatódott. A füzetben 1 oldalnyi terjedelemben levelezési rovat olvasható „Levelek a Pókhálóból” címmel (elülső belső borító). További 1 oldalon csere-bere rovat található „Adok-ka-Pók” címmel (hátsó belső borító).

| eredeti kiadvány               | eredeti megjelenés dátuma | írta            | rajzolta                | fordította      | történet eredeti címe                    | történet magyar címe                         |
| ------------------------------ | ------------------------- | --------------- | ----------------------- | --------------- | ---------------------------------------- | -------------------------------------------- |
| Web of Spider-man Vol. 1 #32   | 1987. november            | J. M. DeMatteis | Mike Zeck és Bob McLeod | Szeredás Lőrinc | Kraven's Last Hunt, part 4: Resurrection | Kraven utolsó vadászata 4. rész: Feltámadás! |
| Amazing Spider-man Vol. 1 #121 | 1973. június              | Gerry Conway    | Gil Kane                | Szeredás Lőrinc | The Night Gwen Stacy Died                | A Zöld Manó végzete 1. rész                  |

### Csodálatos Pókember #93
- Megjelent: 1997. február
- Borító eredetije: Peter Parker, The Spectacular Spider-Man Vol. 1 #132 (1987. november)
- Borítót rajzolta: Mike Zeck
- Eredeti ár: 228 Ft
- Dokumentáció: 1 oldalas Vermin-jellemzés a füzet közepén.
- Megjegyzés: A füzetben 2 oldalnyi terjedelemben csere-bere rovat található „Adok-ka-Pók” címmel. Az Amazing Spider-man Vol. 1 #121 számából 3 képckocka nem jelent meg a magyar kiadványban.

| eredeti kiadvány                                     | eredeti megjelenés dátuma | írta            | rajzolta                | fordította  | történet eredeti címe                 | történet magyar címe                          |
| ---------------------------------------------------- | ------------------------- | --------------- | ----------------------- | ----------- | ------------------------------------- | --------------------------------------------- |
| Peter Parker, The Spectacular Spider-Man Vol. 1 #132 | 1987. november            | J. M. DeMatteis | Mike Zeck és Bob McLeod | Holik Tünde | Kraven's Last Hunt, part 6: Ascending | Kraven utolsó vadászata 6. rész: Felemelkedés |
| Amazing Spider-man Vol. 1 #121                       | 1973. június              | Gerry Conway    | Gil Kane                | Holik Tünde | The Night Gwen Stacy Died             | A Zöld Manó végzete 2. rész                   |

### Csodálatos Pókember #94
- Megjelent: 1997. március
- Borító eredetije: Web of Spider-Man Vol. 1 #84 (1992. január)
- Borítót rajzolta: Alex Saviuk
- Eredeti ár: 228 Ft
- Dokumentáció: Az újságban 2 oldalnyi terjedelemben képes dokumentáció található Gwen Stacy haláláról, valamint az Amerikában 1994-ben kiadott Kurt Busiek és Alex Ross alkotópáros által fémjelzett Marvels című kiadványról.

| eredeti kiadvány               | eredeti megjelenés dátuma | írta          | rajzolta    | fordította      | történet eredeti címe    | történet magyar címe                    |
| ------------------------------ | ------------------------- | ------------- | ----------- | --------------- | ------------------------ | --------------------------------------- |
| Web of Spider-Man Vol. 1 #84   | 1992. január              | Howard Mackie | Alex Saviuk | Szeredás Lőrinc | Family Ties              | A Rózsa neve 1. rész: Családi kötelékek |
| Amazing Spider-man Vol. 1 #122 | 1973. július              | Gerry Conway  | Gil Kane    | Szeredás Lőrinc | The Goblin's Last Stand! | A Zöld Manó végzete 3. rész             |

### Csodálatos Pókember #95
- Megjelent: 1997. április
- Borító eredetije: Web of Spider-Man Vol. 1 #85 (1992. február)
- Borítót rajzolta: Alex Saviuk
- Eredeti ár: 228 Ft
- Megjegyzés: Az elülső belső borítón 1 oldalnyi terjedelemben csere-bere rovat található „Adok-ka-Pók” címmel. Az Amazing Spider-man Vol. 1 #122 számából 6 képkocka kimaradt a magyar kiadásban.

| eredeti kiadvány               | eredeti megjelenés dátuma | írta          | rajzolta    | fordította      | történet eredeti címe    | történet magyar címe                   |
| ------------------------------ | ------------------------- | ------------- | ----------- | --------------- | ------------------------ | -------------------------------------- |
| Web of Spider-Man Vol. 1 #85   | 1992. február             | Howard Mackie | Alex Saviuk | Szeredás Lőrinc | Three the Hard Way       | A Rózsa neve 2. rész: Hárman egy ellen |
| Amazing Spider-man Vol. 1 #122 | 1973. július              | Gerry Conway  | Gil Kane    | Szeredás Lőrinc | The Goblin's Last Stand! | A Zöld Manó végzete 4. rész            |

### Csodálatos Pókember #96
- Megjelent: 1997. május
- Borító eredetije: Web of Spider-Man Vol. 1 #86 (1992. március)
- Borítót rajzolta: Alex Saviuk
- Eredeti ár: 228 Ft
- Megjegyzés: 2 oldalas levelezési rovat lelhető „Levelek a Pókhálóból” elnevezéssel a lap közepén. A füzetben 1 oldalnyi terjedelemben csere-bere rovat található „Adok-ka-Pók” címmel (hátsó belső borító). Az Amazing Spider-man Vol. 1 #156 részéből 1 oldal kimaradt a magyar kiadványban.

| eredeti kiadvány               | eredeti megjelenés dátuma | írta          | rajzolta    | fordította      | történet eredeti címe                  | történet magyar címe                                    |
| ------------------------------ | ------------------------- | ------------- | ----------- | --------------- | -------------------------------------- | ------------------------------------------------------- |
| Web of Spider-Man Vol. 1 #86   | 1992. március             | Howard Mackie | Alex Saviuk | Oláh Gábor      | The Dark Within                        | A Rózsa neve 3. rész: Lelkek sötét mélye                |
| Amazing Spider-man Vol. 1 #156 | 1976. május               | Len Wein      | Ross Andru  | Szeredás Lőrinc | On a Clear Day You Can See the Mirage! | Érzékcsalódás tiszta időben: Feltűnik a Mirázs! 1. rész |

### Csodálatos Pókember #97
- Megjelent: 1997. június
- Borító eredetije: Web of Spider-Man Vol. 1 #87 (1992. április)
- Borítót rajzolta: Alex Saviuk
- Eredeti ár: 228 Ft
- Megjegyzés: A füzetben 1 oldalnyi terjedelemben csere-bere rovat található „Adok-ka-Pók” címmel (hátsó belső borító). Az Amazing Spider-man Vol. 1 #156 számának utolsó oldala nem jelent meg magyarul.

| eredeti kiadvány               | eredeti megjelenés dátuma | írta          | rajzolta    | fordította  | történet eredeti címe                  | történet magyar címe                                    |
| ------------------------------ | ------------------------- | ------------- | ----------- | ----------- | -------------------------------------- | ------------------------------------------------------- |
| Web of Spider-Man Vol. 1 #87   | 1992. április             | Howard Mackie | Alex Saviuk | Harza Tamás | The Best Defense                       | A Rózsa neve 4. rész: A legjobb védekezés               |
| Amazing Spider-man Vol. 1 #156 | 1976. május               | Len Wein      | Ross Andru  | Harza Tamás | On a Clear Day You Can See the Mirage! | Érzékcsalódás tiszta időben: Feltűnik a Mirázs! 2. rész |

### Csodálatos Pókember #98
- Megjelent: 1997. július
- Borító eredetije: Web of Spider-Man Vol. 1 #88 (1992. május)
- Borítót rajzolta: Alex Saviuk
- Eredeti ár: 228 Ft
- Megjegyzés: A füzetben egy rövid Alex Saviuk-kal készült interjú olvasható (a Web of Spider-man képregények rajzolója volt 7 éven keresztül). Ugyancsak e számban „Levelek a Pókhoz” címmel levelezési rovat található fél oldalon. Az Amazing Spider-man Vol. 1 #200 számából 2 oldal kimaradt hazánkban.

| eredeti kiadvány               | eredeti megjelenés dátuma | írta                     | rajzolta      | fordította     | történet eredeti címe                 | történet magyar címe                 |
| ------------------------------ | ------------------------- | ------------------------ | ------------- | -------------- | ------------------------------------- | ------------------------------------ |
| Web of Spider-Man Vol. 1 #88   | 1992. május               | Howard Mackie            | Alex Saviuk   | Harza Tamás    | The King Makers                       | A Rózsa neve 5. rész: Hatalomátvétel |
| Amazing Spider-man Vol. 1 #200 | 1980. január              | Marv Wolfman és Stan Lee | Keith Pollard | Datner Katalin | The Spider and The Burglar...A Sequel | A Betörő visszatér 1. rész           |

### Csodálatos Pókember #99
- Megjelent: 1997. augusztus
- Borító eredetije: Web of Spider-Man Vol. 1 #89 (1992. június)
- Borítót rajzolta: Alex Saviuk
- Eredeti ár: 228 Ft
- Dokumentáció: 2 oldalas Harry Osborn, mint Zöld Manó (összeállította: Harza Tamás) leírás lelhető a lap közepén.
- Megjegyzés: Az elülső, belső borítón a német Die Spinne 47. számának, Betörős-történethez kapcsolódó borítója látható.

| eredeti kiadvány               | eredeti megjelenés dátuma | írta                     | rajzolta      | fordította     | történet eredeti címe                 | történet magyar címe                          |
| ------------------------------ | ------------------------- | ------------------------ | ------------- | -------------- | ------------------------------------- | --------------------------------------------- |
| Web of Spider-Man Vol. 1 #89   | 1992. június              | Howard Mackie            | Alex Saviuk   | Harza Tamás    | A Rose by Any Other Name…             | A Rózsa neve 6. rész: Mit Rózsának hívunk,... |
| Amazing Spider-man Vol. 1 #200 | 1980. január              | Marv Wolfman és Stan Lee | Keith Pollard | Datner Katalin | The Spider and The Burglar...A Sequel | A Betörő visszatér 2. rész                    |

### Csodálatos Pókember #100
- Megjelent: 1997. szeptember
- Borító eredetije:
- Borítót rajzolta:
- Eredeti ár: 248 Ft
- Dokumentáció: A füzetben egy 2 oldalas „Pókember történetei eredetiben…” cikk olvasható az Amerikában addig megjelent Pókember-címekről az Amazing Fantasy-től kezdve a mini-sorozatokig bezárólag. További 1 oldalon a Magyarországon addig megjelent Pókember-füzetek eredeti megjelenés szerinti, címenkénti sorba rendezéséről találhatunk 1 listát. Három oldalon a Pókember-füzetekben addig felbukkanó szereplőkről, amerikai elnevezés szerinti (természetesen a mellett a magyar elnevezésük is megtalálható), ábécésorrendbe szedett, lista lelhető fel. Ezen összeírásban az is szerepel, hogy az egyes szereplők mely magyar számokban bukkantak fel. 1 oldalnyi terjedelemben, „A Csodálatos Pókember rövid pályaképe” (1. rész) címmel képes összefoglaló található Pókember ismertebb kalandjairól/történeteiről (összeállítója: Harza Tamás).
- Megjegyzés: A 100. jubileumi szám kibővített terjedelemmel jelent meg. A borítón található 100. szám hologramként szerepel az előlapon. Az Amazing Spider-man Vol. 1 #345 számából kettő a #359 számából mindössze 1 oldal jelent meg, azok, amelyeken Eddie Brock (Venom) és Cletus Kasady (Vérontó) szerepeltek. Ez gyakorlatilag a „felvezetője” volt a 102. számban kezdődő Vérontós-történetnek. A 100. szám elülső, belső borítóján az 1997-es Pókember-kiadványok munkatársairól olvasható rövid, képes összeállítás. A hátsó, külső borítón a Marvel tales featuring Spider-man Vol. 1 #247 számának elülső borítója látható. A The Spectacular Spider-Man Vol. 1 #189 nem jelent meg teljes terjedelmében Magyarországon.

| eredeti kiadvány                       | eredeti megjelenés dátuma | írta                     | rajzolta       | fordította     | történet eredeti címe                 | történet magyar címe          |
| -------------------------------------- | ------------------------- | ------------------------ | -------------- | -------------- | ------------------------------------- | ----------------------------- |
| The Spectacular Spider-Man Vol. 1 #189 | 1992. június              | J. M. DeMatteis          | Sal Buscema    | Harza Tamás    | Osborn Legacy!                        | Az Osborn-örökség             |
| Amazing Spider-man Vol. 1 #200         | 1980. január              | Marv Wolfman és Stan Lee | Keith Pollard  | Datner Katalin | The Spider and The Burglar...A Sequel | A Betörő visszatér 3. rész    |
| Amazing Spider-man Vol. 1 #345         | 1991. március             | David Michelinie         | Mark Bagley    | Harza Tamás    | Gun From the Heart                    | A cím nem került lefordításra |
| Amazing Spider-man Vol. 1 #359         | 1992. február             | David Michelinie         | Chris Marrinan | Harza Tamás    | Toy Death!                            | A cím nem került lefordításra |

### Csodálatos Pókember #101
- Megjelent: 1997. október
- Borító eredetije: The Spectacular Spider-Man Vol. 1 #185 (1992. február)
- Borítót rajzolta: Sal Buscema
- Eredeti ár: 228 Ft
- Megjegyzés: A füzetben 1 oldalnyi terjedelemben levelezési rovat található „Levelek a pókhálóból” címmel (hátsó belső borító).

| eredeti kiadvány                       | eredeti megjelenés dátuma | írta            | rajzolta    | fordította                | történet eredeti címe | történet magyar címe  |
| -------------------------------------- | ------------------------- | --------------- | ----------- | ------------------------- | --------------------- | --------------------- |
| The Spectacular Spider-Man Vol. 1 #185 | 1992. február             | J. M. DeMatteis | Sal Buscema | Harza Tamás és Erdei Imre | Another Fine Mess!    | Egy újabb komoly zűr! |
| Amazing Spider-man Vol. 1 #130         | 1974. március             | Gerry Conway    | Ross Andru  | Harza Tamás               | Betrayed!             | Árulás! 1. rész       |

### Csodálatos Pókember #102
- Megjelent: 1997. november
- Borító eredetije: Amazing Spider-Man Vol. 1 #361 (1992. április)
- Borítót rajzolta: Mark Bagley és Randy Emberlin
- Eredeti ár: 228 Ft
- Megjegyzés: A füzetben 1-1 oldalnyi terjedelemben levelezési és csere-bere rovat található.

| eredeti kiadvány               | eredeti megjelenés dátuma | írta             | rajzolta    | fordította      | történet eredeti címe           | történet magyar címe |
| ------------------------------ | ------------------------- | ---------------- | ----------- | --------------- | ------------------------------- | -------------------- |
| Amazing Spider-Man Vol. 1 #361 | 1992. április             | David Michelinie | Mark Bagley | Bata István     | Carnage Part 1: Savage Genesis! | Barbár belépő        |
| Amazing Spider-man Vol. 1 #130 | 1974. március             | Gerry Conway     | Ross Andru  | Szeredás Lőrinc | Betrayed!                       | Árulás! 2. rész      |

### Csodálatos Pókember #103
- Megjelent: 1997. december
- Borító eredetije: Amazing Spider-Man Vol. 1 #363 (1992. május)
- Borítót rajzolta: Mark Bagley és Randy Emberlin
- Eredeti ár: 228 Ft
- Dokumentáció: A füzetben 1 oldalnyi összefoglaló olvasható, a Venom szellemei történethez felvezető gyanánt, „Pókháló-zat” címmel (elülső belső borító).
- Megjegyzés: . A lap végén 1 oldalnyi terjedelemben levelezési rovat található (hátsó belső borító).

| eredeti kiadvány               | eredeti megjelenés dátuma | írta             | rajzolta    | fordította      | történet eredeti címe            | történet magyar címe                |
| ------------------------------ | ------------------------- | ---------------- | ----------- | --------------- | -------------------------------- | ----------------------------------- |
| Amazing Spider-Man Vol. 1 #362 | 1992. május               | David Michelinie | Mark Bagley | Bata István     | Carnage Part 2: Savage Alliance! | Vad- és dacszövetség                |
| Amazing Spider-man Vol. 1 #131 | 1974. április             | Gerry Conway     | Ross Andru  | Szeredás Lőrinc | My Uncle...My Enemy?             | A nagybátyám: az ellenségem 1. rész |

### Csodálatos Pókember #104
- Megjelent: 1998. január
- Borító eredetije: Amazing Spider-Man Vol. 1 #363 (1992. június)
- Borítót rajzolta: Mark Bagley és Randy Emberlin
- Eredeti ár: 268 Ft
- Dokumentáció: 1 oldalnyi terjedelemben, „A Csodálatos Pókember rövid pályaképe” (2. rész) címmel képes összefoglaló található Pókember ismertebb kalandjairól/történeteiről.
- Megjegyzés: A füzetben 2 oldalnyi csere-bere rovat szerepel, „Adok-ka-Pók” címmel. A hátsó külső borítón a Super Spider-man with the super-heroes című képregény #179 számának elülső borítója látható.

| eredeti kiadvány               | eredeti megjelenés dátuma | írta             | rajzolta    | fordította                        | történet eredeti címe         | történet magyar címe                           |
| ------------------------------ | ------------------------- | ---------------- | ----------- | --------------------------------- | ----------------------------- | ---------------------------------------------- |
| Amazing Spider-Man Vol. 1 #363 | 1992. június              | David Michelinie | Mark Bagley | Boráros András és Szeredás Lőrinc | Carnage Part 3: Savage Grace! | Brutális búcsú                                 |
| Amazing Spider-man Vol. 1 #131 | 1974. április             | Gerry Conway     | Ross Andru  | Szeredás Lőrinc                   | My Uncle...My Enemy?          | A nagybátyám: az ellenségem 2. (befejező) rész |

### Csodálatos Pókember #105
- Megjelent: 1998. február
- Borító eredetije: Amazing Spider-Man Vol. 1 #364 (1992. június)
- Borítót rajzolta: Mark Bagley és Randy Emberlin
- Eredeti ár: 268 Ft
- Dokumentáció: 1 oldalas a Rengető (eredeti neve: Herman Schultz) leírás az elülső belső borítón.
- Megjegyzés: A füzetben 1 oldalnyi levelezési rovat szerepel, „Levelek a Pókhálóból” címmel (hátsó belső borító). Ugyancsak ott, egy rövid megjegyzés található A bosszú szellemei – Venom szellemei történethez. A hátsó külső borítón az amerikai Web of Spider-man Vol. 1 #95 számának elülső borítója látható.

| eredeti kiadvány               | eredeti megjelenés dátuma | írta             | rajzolta    | fordította  | történet eredeti címe                   | történet magyar címe                 |
| ------------------------------ | ------------------------- | ---------------- | ----------- | ----------- | --------------------------------------- | ------------------------------------ |
| Amazing Spider-Man Vol. 1 #364 | 1992. június              | David Michelinie | Mark Bagley | Bata István | The Pain of Fast Air                    | Ellenszélben                         |
| Web of Spider-man Vol. 1 #95   | 1992. december            | Howard Mackie    | Alex Saviuk | Bata István | Spirits of Venom, part 1: Storm Shadows | Venom szellemei 1. rész: Viharfelhők |

### Csodálatos Pókember #106
- Megjelent: 1998. március
- Borító eredetije: Spirits of Vengeance Vol. 1 #5 (1992. december)
- Borítót rajzolta: Adam Kubert
- Eredeti ár: 268 Ft
- Dokumentáció: 1 oldalas a Gyík (eredeti neve: Dr. Curtis Connors) összefoglaló az elülső belső borítón.
- Megjegyzés: Az Amazing Spider-Man Vol. 1 #365 egy jubileumi dupla szám volt, amely az első Pókember-történetet közlő füzet, az Amazing Fantasy #15 számának pontosan 30 évvel korábbi megjelenése előtt tisztelegett. Az Amazing Spider-Man Vol. 1 #365 számának első oldala nem jelent meg Magyarországon. Ugyanezen szám 2 részletben jelent meg hazánkban. A hátsó belső borítón levelezési rovat szerepel „Levelek a pókhálóból” címmel. A hátsó külső borítón a Spider-Man Vol. 1 #24 számának eredeti amerikai borítója látható.

| eredeti kiadvány               | eredeti megjelenés dátuma | írta             | rajzolta    | fordította  | történet eredeti címe                     | történet magyar címe                       |
| ------------------------------ | ------------------------- | ---------------- | ----------- | ----------- | ----------------------------------------- | ------------------------------------------ |
| Amazing Spider-Man Vol. 1 #365 | 1992. augusztus           | David Michelinie | Mark Bagley | Bata István | Fathers and Sins                          | Az EGyík szülő 1. rész                     |
| Web of Spider-man Vol. 1 #95   | 1992. december            | Howard Mackie    | Alex Saviuk | Bata István | Spirits of Venom, part 1: Storm Shadows   | A cím az előző számban került lefordításra |
| Spirits of Vengeance Vol. 1 #5 | 1992. december            | Howard Mackie    | Adam Kubert | Bata István | Spirits of Venom, part 2: Chasing Shadows | Venom szellemei 2. rész: Árnyékűzés        |

### Csodálatos Pókember #107
- Megjelent: 1998. április
- Borító eredetije: Egy az Amazing Spider-Man Vol. 1 #365 képregény belsejében szereplő képkocka került a borítóra. A borító a cseh Pókember, ezen Amazing Spider-man történetét közlő, számának alapulvételével készült.
- Borítót rajzolta: Mark Bagley
- Eredeti ár: 268 Ft
- Dokumentáció: A lap közepén 1 oldalnyi terjedelemben, „A Csodálatos Pókember rövid pályaképe” (3. rész) címmel képes összefoglaló található Pókember ismertebb kalandjairól/történeteiről.
- Megjegyzés: Az Amazing Spider-Man Vol. 1 #365 száma nem jelent meg teljes terjedelmében hazánkban. A hátsó belső borítón levelezési rovat szerepel „Levelek a pókhálóból” címmel.

| eredeti kiadvány               | eredeti megjelenés dátuma | írta             | rajzolta    | fordította  | történet eredeti címe                     | történet magyar címe    |
| ------------------------------ | ------------------------- | ---------------- | ----------- | ----------- | ----------------------------------------- | ----------------------- |
| Amazing Spider-Man Vol. 1 #365 | 1992. augusztus           | David Michelinie | Mark Bagley | Bata István | Fathers and Sins                          | Az EGyík szülő 2. rész  |
| Spirits of Vengeance Vol. 1 #5 | 1992. december            | Howard Mackie    | Adam Kubert | Bata István | Spirits of Venom, part 2: Chasing Shadows | Venom szellemei 3. rész |

### Csodálatos Pókember #108
- Megjelent: 1998. május
- Borító eredetije: Web of Spider-Man Vol. 1 #96 (1993. január)
- Borítót rajzolta: Mark Texeira
- Eredeti ár: 268 Ft
- Megjegyzés: A füzetben 2 oldalnyi levelezési rovat szerepel, „Levelek a Pókhálóból” címmel. E számban olvasható az olvasói szavazatok alapján megválasztott, addig Magyarországon megjelent történetek közül, legjobb 10 történet. Rövidke bevezető olvasható „Pókháló-zat” címmel Peter Parker szüleiről, valamint az elkövetkezendő Magyarországon megjelenő történetekről.

| eredeti kiadvány               | eredeti megjelenés dátuma | írta          | rajzolta    | fordította  | történet eredeti címe                           | történet magyar címe                           |
| ------------------------------ | ------------------------- | ------------- | ----------- | ----------- | ----------------------------------------------- | ---------------------------------------------- |
| Web of Spider-Man Vol. 1 #96   | 1993. január              | Howard Mackie | Alex Saviuk | Bata István | Spirits of Venom, part 3: Enemies: A Hate Story | Venom szellemei 3. rész: A gyűlölet története  |
| Spirits of Vengeance Vol. 1 #6 | 1992. január              | Howard Mackie | Adam Kubert | Bata István | Spirits of Venom, part 4: Last Rites            | Venom szellemei 4. rész: Befejezés? Lefejezés? |

### Csodálatos Pókember #109
- Megjelent: 1998. június
- Borító eredetije: Amazing Spider-Man Vol. 1 #368 (1992. november)
- Borítót rajzolta: Mark Bagley és Randy Emberlin
- Eredeti ár: 288 Ft
- Dokumentáció: E képújságban 1 oldalnyi terjedelemben, „A Csodálatos Pókember rövid pályaképe” (4. rész) címmel képes összefoglaló található Pókember ismertebb kalandjairól/történeteiről. További 2 oldalnyi dokumentáció olvasható a Pókirtókról, A sorsdöntő kalandról valamint Gerry Conway és Gwen Stacy „kapcsolatáról”.
- Megjegyzés: Amazing Spider-Man Vol. 1 #144. számából mindössze 2 oldal jelent meg (az amerikai képregény 2 utolsó oldala). A füzetben 1 oldalnyi levelezési rovat szerepel, „Levelek a Pókhálóból” címmel (elülső belső borító). A képregény hátsó borítóján az olasz Pókember, L’Uomo Ragno Classic 41. számának elülső, A sorsdöntő kalandhoz kapcsolódó, borítója látható. Az Amazing Spider-Man Vol. 1 #368 száma nem jelent meg teljes terjedelmében.

| eredeti kiadvány               | eredeti megjelenés dátuma | írta             | rajzolta    | fordította   | történet eredeti címe                                   | történet magyar címe                          |
| ------------------------------ | ------------------------- | ---------------- | ----------- | ------------ | ------------------------------------------------------- | --------------------------------------------- |
| Amazing Spider-Man Vol. 1 #368 | 1992. november            | David Michelinie | Mark Bagley | Dóczi Andrea | Invasion of the Spider-Slayers part 1: On Razored Wings | A pókirtók inváziója 1. rész: Derült égből... |
| Spirits of Vengeance Vol. 1 #6 | 1992. január              | Howard Mackie    | Adam Kubert | Bata István  | Spirits of Venom, part 4: Last Rites                    | A bosszú szellemei – Venom szellemei 5. rész  |
| Amazing Spider-Man Vol. 1 #144 | 1975. május               | Gerry Conway     | Ross Andru  | Harza Tamás  | The Delusion Conspiracy                                 | Előjáték a Sorsdöntő kalandhoz                |

### Csodálatos Pókember #110-111
- Megjelent: 1998. július-augusztus
- Borító eredetije: Amazing Spider-Man Vol. 1 #370 (1992. december)
- Borítót rajzolta: Mark Bagley
- Eredeti ár: 536 Ft
- Dokumentáció: A füzetben 2 oldalnyi terjedelemben, „A Csodálatos Pókember rövid pályaképe” (5. rész) címmel képes összefoglaló található Pókember ismertebb kalandjairól/történeteiről (összeállítója: Harza Tamás).
- Megjegyzés: A Csodálatos Pókember 110. és 111. száma összevonva jelent meg technikai okokból kifolyólag. Az Amazing Spider-Man Vol. 1 #145, #146, #149, #369 és #370 számai nem jelentek meg teljes terjedelmükben. Az Amazing Spider-Man Vol. 1 #146 számából összesen 4 oldal jelent meg.

| eredeti kiadvány               | eredeti megjelenés dátuma | írta             | rajzolta    | fordította   | történet eredeti címe                                | történet magyar címe                             |
| ------------------------------ | ------------------------- | ---------------- | ----------- | ------------ | ---------------------------------------------------- | ------------------------------------------------ |
| Amazing Spider-Man Vol. 1 #369 | 1992. november            | David Michelinie | Mark Bagley | Dóczi Andrea | Invasion of the Spider-Slayers part 2: Electric Doom | A pókirtók inváziója 2. rész: Electro-sokk!      |
| Amazing Spider-Man Vol. 1 #370 | 1992. december            | David Michelinie | Mark Bagley | Dóczi Andrea | Invasion of the Spider-Slayers part 3: Life Stings!  | A pókirtók inváziója 3. rész: Egy falánk fullánk |
| Amazing Spider-Man Vol. 1 #146 | 1975. július              | Gerry Conway     | Ross Andru  | Bata István  | Scorpion......where is thy sting?                    | A Sakál… bosszút forral!                         |
| Amazing Spider-Man Vol. 1 #145 | 1975. június              | Gerry Conway     | Ross Andru  | Bata István  | Gwen Stacy is alive...and, well...?!                 | Gwen Stacy él, és... nos, hát igen...!           |
| Amazing Spider-Man Vol. 1 #149 | 1975. október             | Gerry Conway     | Ross Andru  | Bata István  | Even if I live, I die!                               | Ha túlélem is, belehalok!                        |

### Csodálatos Pókember #112
- Megjelent: 1998. szeptember
- Borító eredetije: Amazing Spider-Man Vol. 1 #371 (1992. december)
- Borítót rajzolta: Mark Bagley
- Eredeti ár: 268 Ft
- Megjegyzés: Az Amazing Spider-Man Vol. 1 #150, #151 és #371 számai nem jelentek meg teljes terjedelmükben. Az Amazing Spider-Man Vol. 1 #151. számából mindössze 2 oldal jelent meg. A füzetben 1 oldalnyi levelezési rovat szerepel, „Levelek a Pókhálóból” címmel (elülső belső borító).

| eredeti kiadvány               | eredeti megjelenés dátuma | írta             | rajzolta    | fordította   | történet eredeti címe                                                  | történet magyar címe                                      |
| ------------------------------ | ------------------------- | ---------------- | ----------- | ------------ | ---------------------------------------------------------------------- | --------------------------------------------------------- |
| Amazing Spider-Man Vol. 1 #371 | 1992. december            | David Michelinie | Mark Bagley | Dóczi Andrea | Invasion of the Spider-Slayers part 4: One Clue Over The Cuckoo's Nest | A pókirtók inváziója 4. rész: Egy szál a kakukk fészkéhez |
| Amazing Spider-Man Vol. 1 #150 | 1975. november            | Archie Goodwin   | Gil Kane    | Bata István  | Spider-Man.... Or Spider-Clone?                                        | Pókember vagy Pókklón?                                    |
| Amazing Spider-Man Vol. 1 #151 | 1975. december            | Len Wein         | Ross Andru  | Bata István  | Skirmish Beneath the Streets!                                          | A cím nem került lefordításra                             |

### Csodálatos Pókember #113
- Megjelent: 1998. október
- Borító eredetije: Amazing Spider-Man Vol. 1 #372 (1993. január)
- Borítót rajzolta: Mark Bagley
- Eredeti ár: 268 Ft
- Megjegyzés: A füzetben 2 oldalnyi levelezési rovat szerepel, „Levelek a Pókhálóból” címmel. Az Amazing Spider-Man Vol. 1 #372 és #373 számai nem jelentek meg teljes terjedelmükben.

| eredeti kiadvány               | eredeti megjelenés dátuma | írta             | rajzolta    | fordította   | történet eredeti címe                                         | történet magyar címe                               |
| ------------------------------ | ------------------------- | ---------------- | ----------- | ------------ | ------------------------------------------------------------- | -------------------------------------------------- |
| Amazing Spider-Man Vol. 1 #372 | 1993. január              | David Michelinie | Mark Bagley | Dóczi Andrea | Invasion of the Spider-Slayers part 5: Arachnophobia Too!     | A pókirtók inváziója 5-6. rész: Az ízeltlábúak íze |
| Amazing Spider-Man Vol. 1 #373 | 1993. január              | David Michelinie | Mark Bagley | Dóczi Andrea | Invasion of the Spider-Slayers part 6: The Bedlam Perspective | A cím nem került lefordításra                      |

### Csodálatos Pókember #114-115
- Megjelent: 1998. november-december
- Borító eredetije: The Spectacular Spider-Man Vol. 1 #200 (1993. május)
- Borítót rajzolta: Sal Buscema
- Eredeti ár: 536 Ft
- Megjegyzés: A Csodálatos Pókember 114. és 115. száma összevonva jelent meg technikai okokból kifolyólag. A füzetben 1 oldalnyi levelezési rovat szerepel, „Levelek a Pókhálóból” címmel (elülső belső borító). A képregény hátsó borítóján az olasz Pókember, L’Uomo Ragno Classic 44. számának elülső, A sorsdöntő kalandhoz kapcsolódó borítója látható. A The Spectacular Spider-Man Vol. 1 #199 és #200, valamint az Amazing Spider-Man Vol. 1 #388 számai nem jelentek meg teljes terjedelmükben.

| eredeti kiadvány                       | eredeti megjelenés dátuma | írta             | rajzolta    | fordította | történet eredeti címe | történet magyar címe          |
| -------------------------------------- | ------------------------- | ---------------- | ----------- | ---------- | --------------------- | ----------------------------- |
| The Spectacular Spider-Man Vol. 1 #199 | 1993. április             | J. M. DeMatteis  | Sal Buscema | Oláh Gábor | Falling!              | A cím nem került lefordításra |
| The Spectacular Spider-Man Vol. 1 #200 | 1993. május               | J. M. DeMatteis  | Sal Buscema | Oláh Gábor | Best of Enemies       | A Zöld Manó halála            |
| Amazing Spider-Man Vol. 1 #388         | 1994. április             | David Michelinie | Mark Bagley | Oláh Gábor | The Sadness of Truth  | A cím nem került lefordításra |

### Csodálatos Pókember #116
- Megjelent: 1999. január
- Borító eredetije: Amazing Spider-Man Vol. 1 #389 (1994. május)
- Borítót rajzolta: Mark Bagley
- Eredeti ár: 328 Ft
- Megjegyzés: A Web of Spider-Man Vol. 1 #112 számából összesen 5, míg a The Spectacular Spider-Man Vol. 1 #216. számából 3 oldal jelent meg. A füzetben 2 oldalnyi levelezési rovat szerepel, „Levelek a Pókhálóból” címmel. E szám végén rövid összefoglalaló található a 120. szám után bekövetkező változásokról. A hátulsó külső borítón egy Pókember-festmény látható Amazing Spider-man felirattal.

| eredeti kiadvány                       | eredeti megjelenés dátuma | írta                       | rajzolta    | fordította  | történet eredeti címe             | történet magyar címe              |
| -------------------------------------- | ------------------------- | -------------------------- | ----------- | ----------- | --------------------------------- | --------------------------------- |
| Web of Spider-Man Vol. 1 #112          | 1994. május               | Terry Kavanagh             | Alex Saviuk | Hideg Csaba | Pursuit, part 3: Trail's End      | A cím nem került lefordításra     |
| Amazing Spider-Man Vol. 1 #389         | 1994. május               | J. M. DeMatteis            | Mark Bagley | Hideg Csaba | Pursuit, part 4: The Faceless Man | A leszámolás: Az arcnélküli ember |
| The Spectacular Spider-Man Vol. 1 #216 | 1994. szeptember          | Todd DeZago és Tom DeFalco | Sal Buscema | Hideg Csaba | Time Is On No Side!               | A cím nem került lefordításra     |

### Csodálatos Pókember #117
- Megjelent: 1999. február
- Borító eredetije: Web of Spider-Man Vol. 1 #117 (1994. október)
- Borítót rajzolta: Steven Butler
- Eredeti ár: 328 Ft
- Megjegyzés: A füzet végén 1 oldalnyi tömör összefoglaló olvasható a kiadásra nem kerülő Pókember-történetekről, valamint rövid utalások találhatóak a 120. számtól kiadásra kerülő történetekről. A Web of Spider-Man Vol. 1 #117 nem jelent meg teljes terjedelmében. Az Amazing Spider-Man Vol. 1 #394 részének közlése a következő magyar számban folytatódott.

| eredeti kiadvány               | eredeti megjelenés dátuma | írta            | rajzolta      | fordította  | történet eredeti címe | történet magyar címe            |
| ------------------------------ | ------------------------- | --------------- | ------------- | ----------- | --------------------- | ------------------------------- |
| Web of Spider-Man Vol. 1 #117  | 1994. október             | Terry Kavanagh  | Steven Butler | Hideg Csaba | Shadow Rising         | Erő és felelősség: Sötét árnyak |
| Amazing Spider-Man Vol. 1 #394 | 1994. október             | J. M. DeMatteis | Mark Bagley   | Hideg Csaba | Breakdown             | Erő és felelősség: Összeomlás   |

### Csodálatos Pókember #118
- Megjelent: 1999. március
- Borító eredetije: Amazing Spider-Man Vol. 1 #394 (1994. október)
- Borítót rajzolta: Mark Bagley és Larry Malstedt
- Eredeti ár: 328 Ft
- Megjegyzés: A füzet végén 1 oldalnyi levelezési rovat szerepel, „Levelek a Pókhálóból” címmel. Ugyancsak ott 1 oldalas „Adok-Kapók” csere-bere rovat található. A hátulsó külső borítón a Spider-man Vol. 1 #51 számának eredeti, amerikai borítója látható. Az Amazing Spider-Man Vol. 1 #394 és a Spider-Man Vol. 1 #51 száma nem jelent meg teljes terjedelmében Magyarországon.

| eredeti kiadvány               | eredeti megjelenés dátuma | írta            | rajzolta    | fordította  | történet eredeti címe | történet magyar címe          |
| ------------------------------ | ------------------------- | --------------- | ----------- | ----------- | --------------------- | ----------------------------- |
| Amazing Spider-Man Vol. 1 #394 | 1994. október             | J. M. DeMatteis | Mark Bagley | Hideg Csaba | Breakdown             | A cím nem került lefordításra |
| Spider-Man Vol. 1 #51          | 1994. október             | Howard Mackie   | Tom Lyle    | Hideg Csaba | A Heart Beat Away!    | A cím nem került lefordításra |

### Csodálatos Pókember #119
- Megjelent: 1999. április
- Borító eredetije: Spider-Man: The Lost Years Vol. 1 #0 (1996. január)
- Borítót rajzolta: John Romita Jr.
- Eredeti ár: 328 Ft
- Megjegyzés: E számban egy rövid 1 oldalas felvezetés található 3 képpel a 120. számtól bekövetkező változásokról, valamint a füzet végén 2 oldalnyi levelezési rovat szerepel, „Levelek a Pókhálóból” címmel. A hátulsó külső borítón a Web of Spider-man Vol. 1 #117 számának eredeti, amerikai borítója látható. A The Spectacular Spider-Man Vol. 1 #217-ből 1 oldal kimaradt a magyar kiadásban.

| eredeti kiadvány                       | eredeti megjelenés dátuma | írta            | rajzolta    | fordította  | történet eredeti címe          | történet magyar címe                    |
| -------------------------------------- | ------------------------- | --------------- | ----------- | ----------- | ------------------------------ | --------------------------------------- |
| The Spectacular Spider-Man Vol. 1 #217 | 1994. október             | Tom DeFalco     | Sal Buscema | Hideg Csaba | Higher Ground                  | Erő és felelősség 3. rész: Nemesebb cél |
| The Spectacular Spider-Man Vol. 1 #217 | 1994. október             | J. M. DeMatteis | Liam Sharp  | Hideg Csaba | The Double, part 4: The Burial | A másolat, a temetés                    |

### Csodálatos Pókember #120
- Megjelent: 1999. május
- Borító eredetije: Wizard: The Comics Magazine #84-B (1998. augusztus)[1]

A legtöbb Wizard magazin 2 borítóval jelenik meg.
- Borítót rajzolta: Mike Wieringo
- Eredeti ár: 650 Ft
- Dokumentáció: A hátsó belső borítón „Pókember ruhatára” kerül bemutatásra.
- Megjegyzés: A 120. szám 96 oldallal jelent meg annak tiszteletére, hogy éppen 10 évvel korábban jelent meg a Csodálatos Pókember 1. száma. E kiadványtól kezdődően jelentős változások történtek. A Pókember 119. számában futó Klón-történet nem folytatódott, hanem teljesen új, 1999-es történeteket kezdett el közölni a Semic kiadó. A 120. számtól kezdve, minden lapszámban 3 történet szerepelt, egy az Amazing Spider-Man Vol. 2 sorozatából, egy a Peter Parker: Spider-Man Vol. 2. és egy pedig a Webspinners: Tales of Spider-Man című szériából. A füzet végén 1 oldalas „Sziporkák Stan Lee levelezési rovatából”, valamint további 1 oldalon „Megkérdeztük az alkotókat – Ki mit csinált 1962 júniusában, amikor Pókember megszületett” összefoglaló olvasható. E számban 1 oldalas Pókember és Gwen Stacy poszter lelhető. Nem minden az Amazing Spider-Man Vol. 2 #1 és Peter Parker: Spider-Man Vol. 2 #1 részében szereplő képregény jelent meg Magyarországon.

| eredeti kiadvány                           | eredeti megjelenés dátuma | írta            | rajzolta        | fordította                   | történet eredeti címe                               | történet magyar címe                                    |
| ------------------------------------------ | ------------------------- | --------------- | --------------- | ---------------------------- | --------------------------------------------------- | ------------------------------------------------------- |
| Amazing Spider-Man Vol. 2 #1               | 1999. január              | Howard Mackie   | John Byrne      | Becker Andrea és Hideg Csaba | The Legend Reborn! Where R U Spider-Man???          | Hol vagy Pókember                                       |
| Peter Parker: Spider-Man Vol. 2 #1         | 1999. január              | Howard Mackie   | John Romita Jr. | Becker Andrea és Hideg Csaba | The New Beginning! Power Without Responsibility!    | Erő felelősség nélkül!                                  |
| Webspinners: Tales of Spider-Man Vol. 1 #1 | 1999. január              | J. M. DeMatteis | Michael Zulli   | Becker Andrea és Hideg Csaba | ...As Dreams are Made on..., Part 1: Crash and Burn | ...És az álmok folytatódnak... 1. rész: Halálos ütközés |
| Webspinners: Tales of Spider-Man Vol. 1 #1 | 1999. január              | J. M. DeMatteis | John Romita Sr. | Becker Andrea és Hideg Csaba | The kiss                                            | A csók                                                  |

### Csodálatos Pókember #121
- Megjelent: 1999. június
- Borító eredetije: Peter Parker: Spider-Man Vol. 2 #2 (1999. február)
- Borítót rajzolta: John Romita Jr. és Dan Jurgens
- Eredeti ár: 650 Ft
- Dokumentáció: Egyoldalas képes összefoglaló olvasható egy Magyarországon nem megjelent történetekről: Venom – A fegyverletétel (eredeti megjelenés helye: The Amazing Spider-Man Vol. 1 #373-375).
- Megjegyzés: A füzetben 2 oldalnyi terjedelemben levelezési rovat található. Egy oldal a „Mi is az a No-prize"? kérdéskörrel foglalkozik. A füzet elülső belső borítóján egy Venom kép szerepel, míg a füzet végében 1-1 teljes oldalon Mysterióról és Peter Parkerről láthatunk egy rajzot (ez utóbbi kép eredetileg a Peter Parker: Spider-Man Vol. 2 #1 részében jelent meg). Három oldalon a Webspinners: Tales of Spider-Man Vol. 1 #2 és a The Amazing Spider-Man Vol. 1 #374 és #375 számainak amerikai borítója tekinthető meg eredeti méretben.

| eredeti kiadvány                           | eredeti megjelenés dátuma | írta            | rajzolta        | fordította                   | történet eredeti címe                                         | történet magyar címe                               |
| ------------------------------------------ | ------------------------- | --------------- | --------------- | ---------------------------- | ------------------------------------------------------------- | -------------------------------------------------- |
| Amazing Spider-Man Vol. 2 #2               | 1999. február             | Howard Mackie   | John Byrne      | Becker Andrea és Hideg Csaba | I Can't ... (And I Don't Want To) ... But I Must!             | Nem tudom,.. (és nem is akarom)...de muszáj!       |
| Peter Parker: Spider-Man Vol. 2 #2         | 1999. február             | Howard Mackie   | John Romita Jr. | Becker Andrea és Hideg Csaba | Plaything of the Gods                                         | Istenek játéka                                     |
| Webspinners: Tales of Spider-Man Vol. 1 #2 | 1999. február             | J. M. DeMatteis | Michael Zulli   | Hideg Csaba                  | ...As Dreams are Made on..., Part 2: In The Nightmare Factory | És az álmok folytatódnak 2. rész: A rémálomgyárban |

### Csodálatos Pókember #122
- Megjelent: 1999. július
- Borító eredetije: Amazing Spider-Man Vol. 2 #3 (1999. március)
- Borítót rajzolta: John Byrne
- Eredeti ár: 650 Ft
- Dokumentáció: Egyoldalas képes összefoglaló olvasható egy Magyarországon nem kiadott történetekről: Cardiac és Styx & Stone (eredeti megjelenés helye: The Amazing Spider-Man Vol. 1 #376-377).
- Megjegyzés: A füzetben 1 oldalnyi terjedelemben levelezési rovat található. További 1 oldalon „Humor-oldal", egy másikon pedig „A képregény és a harcművészet" összefüggéseiről olvashat az érdeklődő. A füzet utolsó 2 oldalán Mary Jane-ről és a Parker lakásról szemlélehet meg 2 rajzot az olvasó (ez utóbbi művek eredetileg a Peter Parker: Spider-Man Vol. 2 #1 részében jelentek meg). Az elülső belső és a hátulsó belső borítón a közvéleménykutatás eredményei tekinthetőek meg 2 témával kapcsolatosan. Az egyik „A top 10 borító" a másik „A top 10 szuperhős".

| eredeti kiadvány                           | eredeti megjelenés dátuma | írta            | rajzolta        | fordította                   | történet eredeti címe                             | történet magyar címe                          |
| ------------------------------------------ | ------------------------- | --------------- | --------------- | ---------------------------- | ------------------------------------------------- | --------------------------------------------- |
| Amazing Spider-Man Vol. 2 #3               | 1999. március             | Howard Mackie   | John Byrne      | Becker Andrea és Hideg Csaba | Off to a Flying Start!                            | És a Pók ismét repül!                         |
| Peter Parker: Spider-Man Vol. 2 #3         | 1999. március             | Howard Mackie   | John Romita Jr. | Becker Andrea és Hideg Csaba | Eyewitness                                        | A szemtanú                                    |
| Webspinners: Tales of Spider-Man Vol. 1 #3 | 1999. március             | J. M. DeMatteis | Michael Zulli   | Becker Andrea és Hideg Csaba | ...As Dreams are Made on..., Part 3: Wake Up Call | És az álmok folytatódnak 3. rész: Segélyhívás |

### Csodálatos Pókember #123
- Megjelent: 1999. augusztus
- Borító eredetije: Amazing Spider-Man Vol. 2 #4 (1999. április)
- Borítót rajzolta: John Byrne
- Eredeti ár: 650 Ft
- Dokumentáció: A lap közepén 2 oldalas összefoglaló olvasható a Maximum Carnage avagy Totális vérontás! című történetről (eredeti megjelenés: Spider-man Unlimited Vol. 1 #1-2; Web of Spider-Man Vol. 1 #101-103; Amazing Spider-Man Vol. 1 #378-380; Web of Spider-Man Vol. 1 #35-37 és a The Spectacular Spider-Man Vol. 1 #201-203). Csapdász (eredeti neve: Peter Petruski) 1 oldalas dokumentáció a hátsó belső borítón.
- Megjegyzés: A füzetben 1 oldalnyi terjedelemben levelezési rovat található. A képregény közepén 2 darab 2 oldalas poszter lelhető, amelyből az egyiken Pókember, Venom és Vérontó, míg a másikon Pókember, az Ezüst Utazó és Amerika Kapitány látható. 1 oldalas Howard Mackie-interjú is fellelhető e kiadványban egy rajzpályázat kíséretében. A hátulsó külső borítón a Maximum Carnage című történet külföldi borítóiból láthat ízelítőt a magyar olvasó. A Webspinners: Tales of Spider-Man Vol. 1 #4 számából 1 oldal kimaradt a magyar képregényben.

| eredeti kiadvány                           | eredeti megjelenés dátuma | írta            | rajzolta     | fordította                   | történet eredeti címe                   | történet magyar címe      |
| ------------------------------------------ | ------------------------- | --------------- | ------------ | ---------------------------- | --------------------------------------- | ------------------------- |
| Amazing Spider-Man Vol. 2 #4               | 1999. április             | Howard Mackie   | John Byrne   | Becker Andrea és Hideg Csaba | Betrayals                               | Az árulás                 |
| Peter Parker: Spider-Man Vol. 2 #4         | 1999. április             | Howard Mackie   | Bart Sears   | Hideg Csaba                  | Beneath It All                          | Mindenek alatt            |
| Webspinners: Tales of Spider-Man Vol. 1 #4 | 1999. április             | Eric Stephenson | Keith Giffen | Becker Andrea és Hideg Csaba | Out Of The Blue (Into The Fire), Part 1 | Derült égből villámcsapás |

### Csodálatos Pókember #124
- Megjelent: 1999. szeptember
- Borító eredetije: Peter Parker: Spider-Man Vol. 2 #5 (1999. május)
- Borítót rajzolta: Bart Sears
- Eredeti ár: 650 Ft
- Dokumentáció: Ezüst Utazó (angolul: Silver Surfer) 1 oldalas dokumentáció, valamint kétoldalas képes összefoglaló olvasható 2 Magyarországon nem kiadott történetekről: 1) Hulk és Dr. Samson (eredeti megjelenés helye: The Amazing Spider-Man Vol. 1 #381-382); 2) Az Ítélőszék (eredeti megjelenés helye: The Amazing Spider-Man Vol. 1 #383-385).
- Megjegyzés: A füzetben 2 oldalnyi terjedelemben levelezési rovat található. Egy oldalon közvélemény-kutatás olvasható „Melyik tetszik jobban??? – Közvéleménykutatás: MJ" címmel. Egy teljes oldalon a The Amazing Spider-Man Vol. 2 #5 számának eredeti, amerikai borítója tekinthető meg. Az újság elülső belső és hátulsó belső borítóján festett képek találhatóak az Amerikában 1994-ben kiadott Kurt Busiek és Alex Ross alkotópáros által fémjelzett Marvels című kiadványból, amelyek Pókembert, Dr. Oktopuszt, Stacy kapitányt, Gwen Stacyt és a Zöld Manót (Norman Osborn) ábrázolják. A Webspinners: Tales of Spider-Man Vol. 1 #5 számából 2 oldal kimaradt a magyar kiadásban.

| eredeti kiadvány                           | eredeti megjelenés dátuma | írta            | rajzolta     | fordította                   | történet eredeti címe      | történet magyar címe   |
| ------------------------------------------ | ------------------------- | --------------- | ------------ | ---------------------------- | -------------------------- | ---------------------- |
| Amazing Spider-Man Vol. 2 #5               | 1999. május               | Howard Mackie   | John Byrne   | Becker Andrea és Hideg Csaba | ...And Then There Was One! | Legyen csak egy Póknő! |
| Peter Parker: Spider-Man Vol. 2 #5         | 1999. május               | Howard Mackie   | Bart Sears   | Becker Andrea és Hideg Csaba | The Trouble With Girls     | A nőkkel baj van       |
| Webspinners: Tales of Spider-Man Vol. 1 #5 | 1999. május               | Eric Stephenson | Keith Giffen | Becker Andrea és Hideg Csaba | Broken!, Part 2            | Összetörve             |

### Csodálatos Pókember #125
- Megjelent: 1999. október
- Borító eredetije: Amazing Spider-Man Vol. 2 #6 (1999. június)
- Borítót rajzolta: John Byrne
- Eredeti ár: 750 Ft
- Dokumentáció: Vezér (angolul: Kingpin, eredeti neve: Wilson Fisk) 1 oldalas képes dokumentáció a lap közepén. Szintén ugyanott egyoldalas összefoglaló olvasható egy Magyarországon nem megjelent történetekről: Vermin halála (The Spectacular Spider-Man Vol. 1 #194-196).
- Megjegyzés: A füzetben 3 oldalnyi terjedelemben levelezési rovat található „Tisztelt PókSzerkesztőség” címmel 1 oldalon pedig csere-bere „Adok-KaPók" elnevezéssel. További 1 oldalon az amerikai képregény-világ legfrissebb híreiről számol be az újság („Hollywoodi filmek képregényekből" témáról ír a cikk írója). Egy oldalon a Webspinners: Tales of Spider-Man Vol. 1 #6 és a Peter Parker: Spider-Man Vol. 2 #6 képregények eredeti borítója látható egy Stan Leeről készült fénykép és egy rajongó által készített Pókember-rajz kíséretében. Az újság hátulsó belső borítóján festett képek találhatóak az Amerikában 1994-ben kiadott Kurt Busiek és Alex Ross alkotópáros által fémjelzett Marvels című kiadványból, amelyek Pókembert, Gwen Stacyt és a Zöld Manót (Norman Osborn) ábrázolják. A Webspinners: Tales of Spider-Man Vol. 1 #6 számából 2 oldal kimaradt a magyar képregényben.

| eredeti kiadvány                           | eredeti megjelenés dátuma | írta            | rajzolta        | fordította  | történet eredeti címe           | történet magyar címe   |
| ------------------------------------------ | ------------------------- | --------------- | --------------- | ----------- | ------------------------------- | ---------------------- |
| Amazing Spider-Man Vol. 2 #6               | 1999. június              | Howard Mackie   | John Byrne      | Hideg Csaba | Truth be told(...or not)        | Igazság vagy hazugság  |
| Peter Parker: Spider-Man Vol. 2 #6         | 1999. június              | Howard Mackie   | John Romita Jr. | Hideg Csaba | The Whys Have It!               | Miértek és hogyanok    |
| Webspinners: Tales of Spider-Man Vol. 1 #6 | 1999. június              | Eric Stephenson | Andy Smith      | Hideg Csaba | With Everything To Lose, Part 3 | Túl sok a vesztenivaló |

### Csodálatos Pókember #126
- Megjelent: 1999. november
- Borító eredetije: Peter Parker: Spider-Man Vol. 2 #7 (1999. július)
- Borítót rajzolta: John Romita Jr.
- Eredeti ár: 750 Ft
- Dokumentáció: Blade – A Penge 1 oldalas képes dokumentáció a hátsó belső borítón. Egyoldalas összefoglaló olvasható 3 Magyarországon nem megjelent történetekről: 1) Sírkő-Kalapácsfej: Sírkő visszatér (eredeti megjelenés helye: The Spectacular Spider-Man Vol. 1 #204-206); 2) Vészmanó-Démanó-Zord Vadász (eredeti megjelenés helye: Spider-Man Vol. 1 #46-49); 3) A Zord Vadász-Kraven fia (eredeti megjelenés helye: Spider-Man Vol. 1 #50).
- Megjegyzés: A füzetben 2 oldalnyi terjedelemben levelezési rovat található „Tisztelt PókSzerkesztőség” címmel. 1 oldalon „Kikapcsoldal" elnevezéssel Pókember-teszt lelhető fel 2 kisebb humoros Marvel-strip kíséretében. További 1 oldalon az amerikai képregény-világ legfrissebb híreiről számol be az újság („Kulcsjátékosok a Pókember filmben" és „Milyen Marvel-képregények léteznek még?" témáról ír a cikk szerzője). A The Spectacular Spider-Man Annual Vol. 1 #12-ből mindössze egy rövidebb, 3 oldalas történet jelent meg. A hátulsó külső borítón a Webspinners: Tales of Spider-Man Vol. 1 #7 és a Spider-Man: Chapter One Vol. 1 #11 képregények eredeti, amerikai borítója látható. A Peter Parker: Spider-Man Vol. 2 #7 számából 1 oldal, míg a Webspinners: Tales of Spider-Man Vol. 1 #7 részéből 2 oldal kimaradt hazánkban.

| eredeti kiadvány                             | eredeti megjelenés dátuma | írta                             | rajzolta                 | fordította                   | történet eredeti címe              | történet magyar címe                             |
| -------------------------------------------- | ------------------------- | -------------------------------- | ------------------------ | ---------------------------- | ---------------------------------- | ------------------------------------------------ |
| Peter Parker: Spider-Man Vol. 2 #7           | 1999. július              | Howard Mackie                    | John Romita Jr.          | Becker Andrea és Hideg Csaba | Creatures of the Night             | Az éjjeli lények                                 |
| Amazing Spider-Man Vol. 2 #7                 | 1999. július              | Howard Mackie                    | John Byrne               | Becker Andrea és Hideg Csaba | Brave New World! Heroes & Villains | Szép új világ 1. rész: Hősök és gazfickók        |
| Webspinners: Tales of Spider-Man Vol. 1 #7   | 1999. július              | Joe Kelly                        | Bart Sears és Andy Smith | Hideg Csaba                  | The Bridge, Part 1 of 3            | A híd 1. rész                                    |
| The Spectacular Spider-Man Annual Vol. 1 #12 | 1992                      | Tom Brevoort és Mike Kanterovich | Aaron Lopresti           | Harza Tamás                  | 10 Most Embarrassing Moments ...   | A 10 legzavarbaejtőbb pillanat Pókember életében |

### Csodálatos Pókember #127
- Megjelent: 1999. december
- Borító eredetije: Amazing Spider-Man Vol. 2 #8 (1999. augusztus)
- Borítót rajzolta: John Romita Jr.
- Eredeti ár: 750 Ft
- Dokumentáció: Mysterio (Valódi neve: Quentin Black) 1 oldalas dokumentáció a hátsó belső borítón. Egyoldalas összefoglaló olvasható 2 Magyarországon nem kiadott történetekről: 1) Keselyű-Kaméleon: Életlopás (eredeti megjelenés helye: The Amazing Spider-Man Vol. 1 #386-387); 2) Sikoltás! (eredeti megjelenés helye: The Amazing Spider-Man Vol. 1 #390-393). Ez utóbbi történet később, 2005 decemberében, a Sikoly és a Csodálatos Pókember című különszámban teljes terjedelemben megjelent.
- Megjegyzés: A füzetben 4 oldalnyi terjedelemben levelezési rovat található „Tisztelt PókSzerkesztőség” címmel 2 kisebb humoros Marvel-strip kíséretében. További 4 oldalon a rajzpályázat végeredménye látható a díjazott alkotásokkal. A hátulsó külső borítón a Webspinners: Tales of Spider-Man Vol. 1 #7 és #8 valamint a Peter Parker: Spider-Man Vol. 2 #8 és a The Amazing Spider-Man Vol. 1 #393 képregények eredeti, amerikai borítói láthatók. Ez volt A Csodálatos Pókember 1. sorozatának utolsó száma.

| eredeti kiadvány                           | eredeti megjelenés dátuma | írta          | rajzolta        | fordította                   | történet eredeti címe       | történet magyar címe                              |
| ------------------------------------------ | ------------------------- | ------------- | --------------- | ---------------------------- | --------------------------- | ------------------------------------------------- |
| Peter Parker: Spider-Man Vol. 2 #8         | 1999. augusztus           | Howard Mackie | John Romita Jr. | Becker Andrea és Hideg Csaba | Blood Feud                  | Vérharc                                           |
| Amazing Spider-Man Vol. 2 #8               | 1999. augusztus           | Howard Mackie | John Byrne      | Becker Andrea és Hideg Csaba | The Man Behind the Curtain! | Szép új világ 2. rész: Ki van a színfalak mögött? |
| Webspinners: Tales of Spider-Man Vol. 1 #8 | 1999. augusztus           | Joe Kelly     | Andy Smith      | Becker Andrea és Hideg Csaba | The Bridge, Part 2 of 3     | A híd 2 rész                                      |